# 越南战争
越南戰爭（越南语：／；1955年－1975年，簡稱越戰，另称第二次印度支那战争或越南抗美救国战争）是受中华人民共和国和苏联等国家支持的北越（越南民主共和国）協同南越“越南南方民族解放陣線”對抗受美国等国家支持的南越（越南共和国）的一場战争。其發生在冷戰时期的越南（主战场）、老挝、柬埔寨，是二戰以後美國參戰人數最多的戰爭，影响极为深远，美国在越南战争中不堪消耗，於是逐步将军队撤出敗走越南，最终北越击败南越并统一越南。
最先开始援助南越的美国总统是艾森豪威尔，從肯尼迪开始支持在越南作战，约翰逊将战争扩大。在尼克松执政后期，迫于国内迭起不断的反战运动、前线战事的吃紧以及與苏联长期对抗的需要，於是逐步将军队撤出越南。不久後越南人民軍，即北越軍，逐漸佔據優勢，和越共游擊隊一起，最终于1975年占领南越首都西贡，南越政权垮台，一年后南北越统一为越南社会主义共和国。

## 名称
在越南国内，正式的稱呼是“抗美救国战争”（越南语：／），亦有人認為“抗美戰爭”（越南语：／）的說法有失中立性，因為此次戰爭亦牽涉到多方國際因素，而不只是越南的內戰。“越南戰爭”的說法常被西方國家所使用，而居住在越南本土的越南人則相對較少使用。至今，越南人對此次戰爭的正式名稱仍有所爭議。然而，由于戰爭的國際性，當今越南國內外的學者開始逐漸接受“越南戰爭”這個稱呼，這個名稱較為中性。另外，“第二次印度支那戰争”（越南语：／）的稱呼也被很多人所使用。
中华人民共和国在战争期间站在越南民主共和国政府和越南南方民族解放阵线的立场上，称此战争为“越南抗美救国战争” ，将国內和部分参战单位声援、协助北越的政治运动称之为援越抗美（这一点和抗美援朝不同，因為主要目的是「援越」，而非抗美），後來也稱作越南戰爭，簡稱越戰。

## 背景

日內瓦會議 (1954年)

越南在1885年之前的長久歷史上，一直是中原王朝的附屬國。其中越南北部由漢朝至唐朝長期屬於中原王朝的交州轄地。自17世紀以來，法國不同歷史時期的法蘭西王國政府以及共和國政府開始和越南王朝建立外交、宗教和貿易接觸。帝國主義在19世紀開始盛行後，法國開始向越南進行軍事擴張和殖民，並在清末時期的1885年時完全佔領了越南，成為了法國殖民地，1940年二戰期間日本趁著法國戰敗，佔領法屬印度支那，維希法國的印度支那殖民政府仍然運作，但其權力被當地的日軍架空。同盟軍於1944年從德國中解放了法國。日軍以防殖民政府協助盟軍，在1945年3月發動三九政變，解散法屬印度支那殖民政府，改立傀儡政權越南帝國，立保大帝為皇帝。日軍亦扶植了柬埔寨王國及寮王國等傀儡政權，以統治當地其餘部分。1945年8月15日日本投降，二戰結束。在戰爭結束3天後，中華民國國民革命軍及法英特勤小隊分別進駐越南北部及南部，把當地的日軍解除武裝並投降。1945年9月底英軍撤離越南南部，並歸還殖民地領土於法國。1946年5月中華民國國軍撤出越北後，胡志明領導的越盟在越南北方的河内，建立「越南民主共和國」，是為「北越」。法國後來挾持了傀儡政權的保大帝在南方的西貢立國。
法國為重奪對越南全境的控制權，北越與法國及其傀儡政權越南國進行長達9年的法越戰爭（又稱第一次印度支那戰爭）。法軍在美國的支持下，控制西貢、河內等主要城市，但廣大的農村地區已經落在胡志明領導的越南劳动党游擊隊手中。1954年，在中華人民共和国的军事援助下，北越在奠邊府戰役中赢得對法軍的決定性勝利，法國撤出越南北部。
戰事結束後，雙方開始和平談判，談判在瑞士日內瓦舉行，1954年7月21日美國、蘇聯、法國、英國、中華人民共和國、北越、南越、柬埔寨、老撾九國外長，達成協議，稱為《日內瓦協定》。根据日内瓦会议的决议，南北越暂时以北纬17度线分治，越南北部由胡志明統治，南部由保大帝控制。
《日內瓦協定》內容重點是：法國撤出越南，並承認越南、柬埔寨、老撾為獨立國；以北緯十七度為界，分割南北越南；南北越為中立國家，不得與任何國家締結軍事同盟，不得進口軍火，不得依附任何集團國家；南北越在1956年7月以前實行普選，由普選再統一南北越。
按照1954年日内瓦會議的規定，统一国家的选举定于1956年7月举行，但是这场选举却没有举行。同時北方也沒有同意進行選舉。最後，美國和兩越都没有簽署協議中的選舉條款。
後來只有法國和北越簽署這個協議。法國撤出印支三國之後，美國為了阻止北越的共產黨勢力向南越擴張，支持南越首相吳廷琰在南越建立反共政權，打算圍堵共產黨，1955年，吳廷琰在受操控的全民公投下，得到「高票」支持廢除君主制為由推翻了保大帝，建立越南共和国，是為南越，政權更動下選舉機會更為渺茫。面對西方國家再度來越長期駐軍，主張趕走西方勢力的北越獲得背後中華人民共和國與蘇聯等共產勢力的更多支持，武裝衝突升級在所難免。

## 过程

### 步入战争

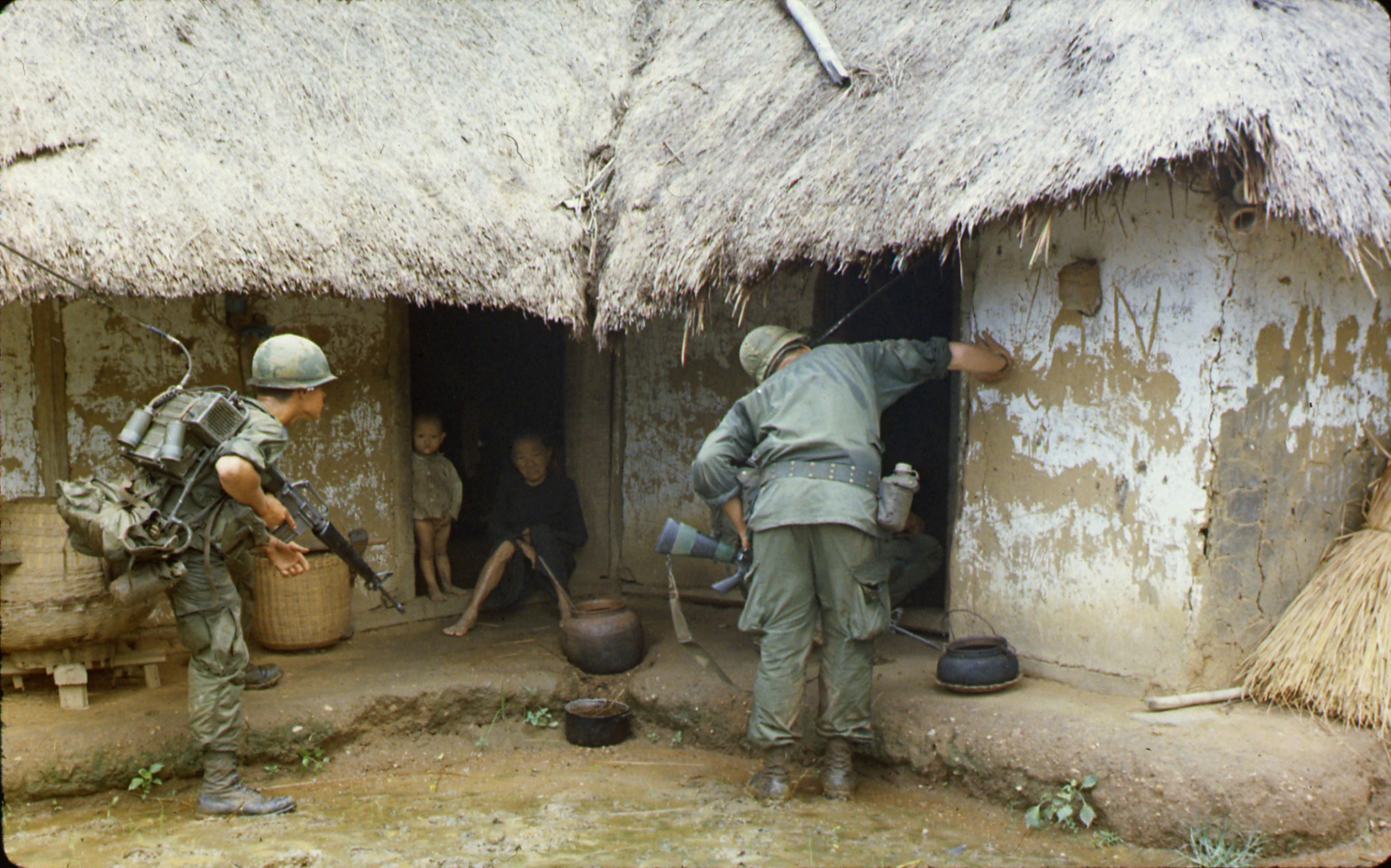
搜索越南村莊的美軍

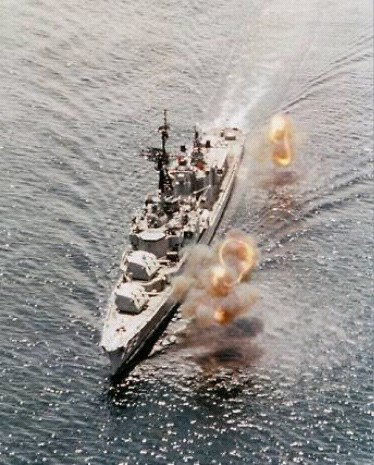
DD-729 號驅逐艦砲轟越南海岸

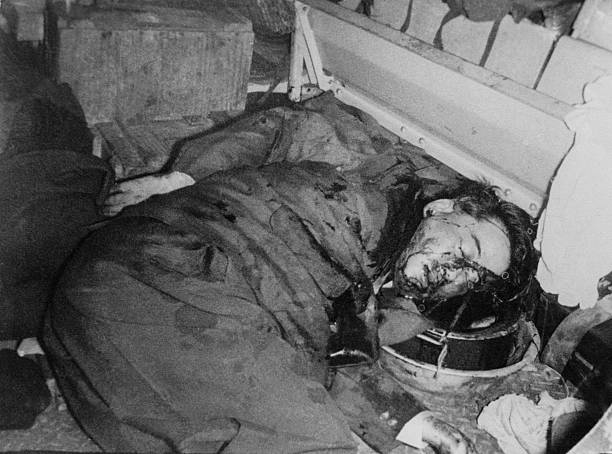
1963年南越总统吴廷琰在政变中被杀死

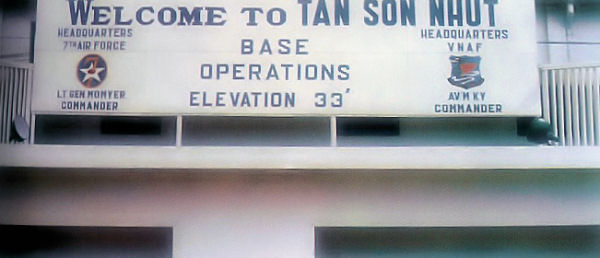
1967年時新山一空軍基地內的美國駐越空軍與南越空軍總部標誌

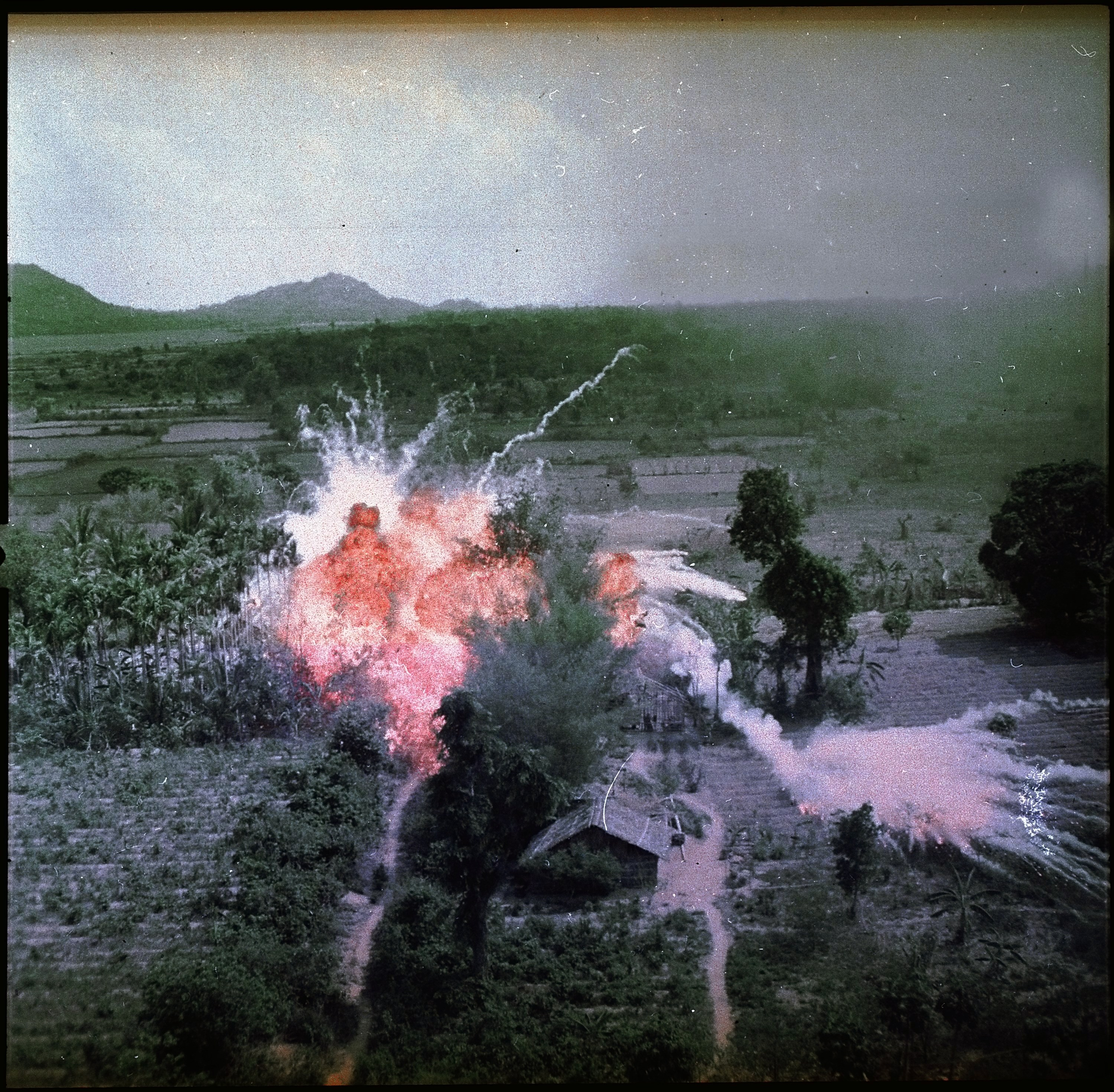
1965年，美军用凝固汽油弹轰炸西貢南部的一个越共遊擊队的建筑

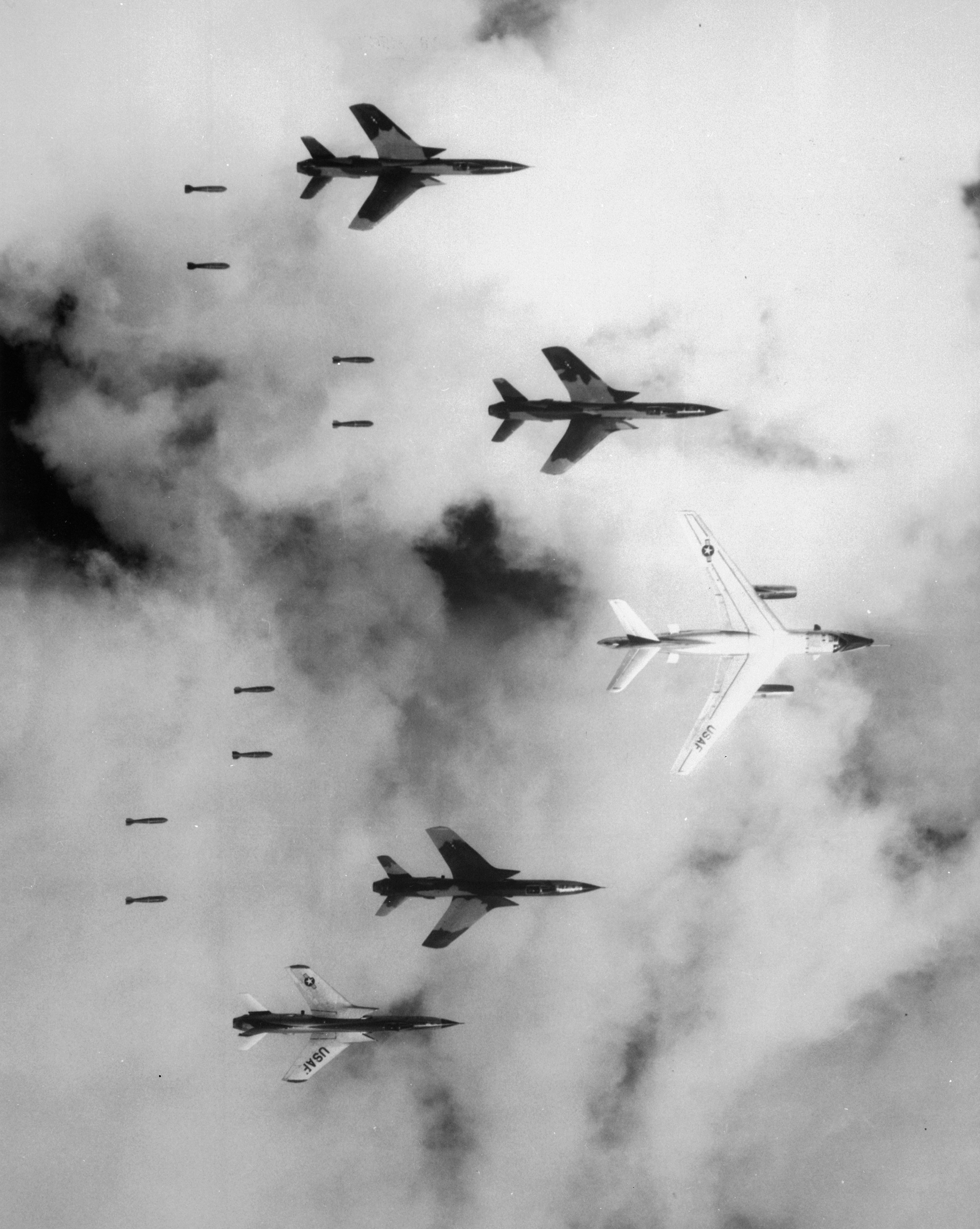
正在執行轟炸任務的F-105戰鬥轟炸機，編隊中央為電子護航機EB-66

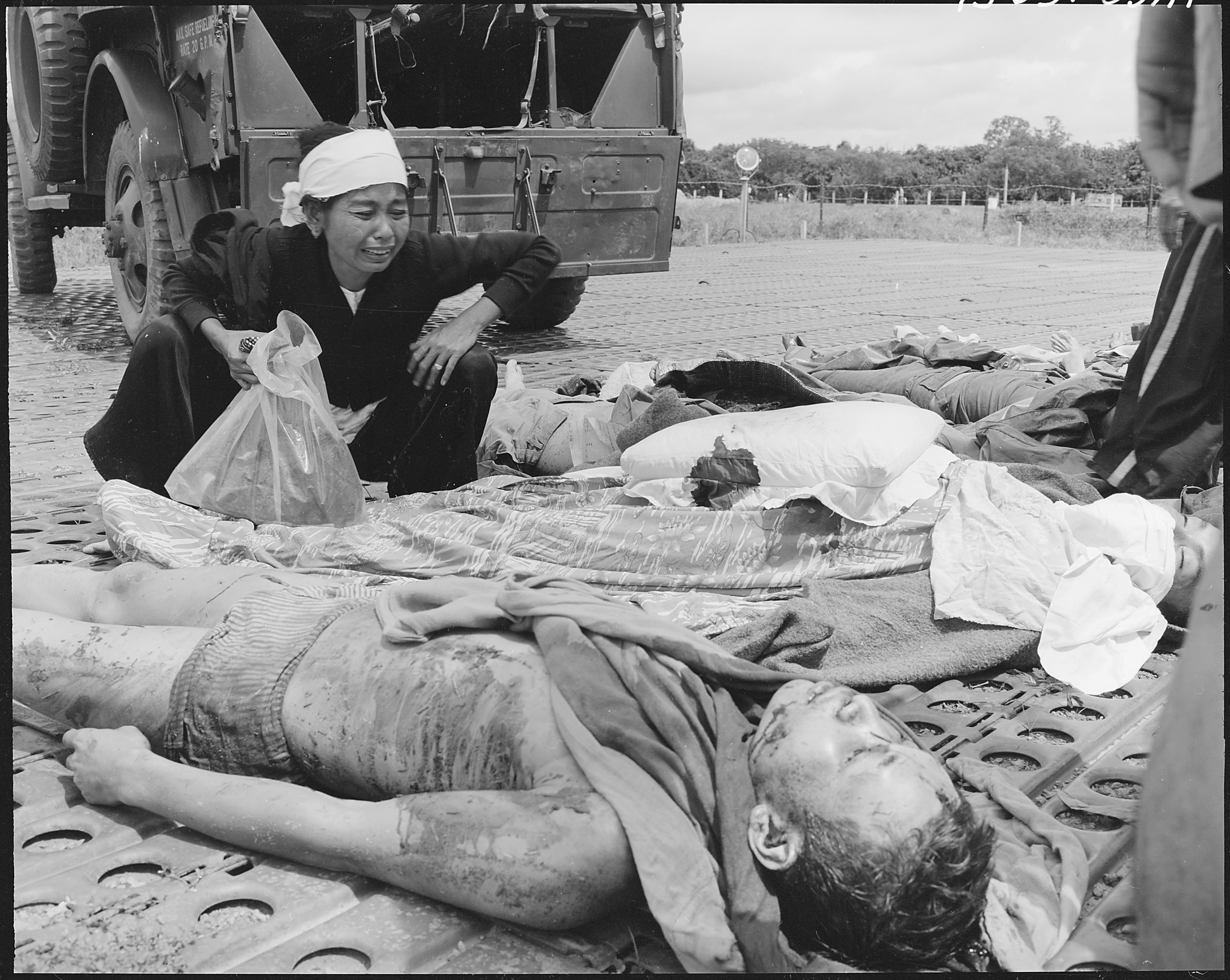
1965年，一名越南婦人為因在戰爭中死去的丈夫痛哭

1966年，美國總統林登·詹森和駐越美軍司令威廉·魏摩蘭在越南金蘭灣基地

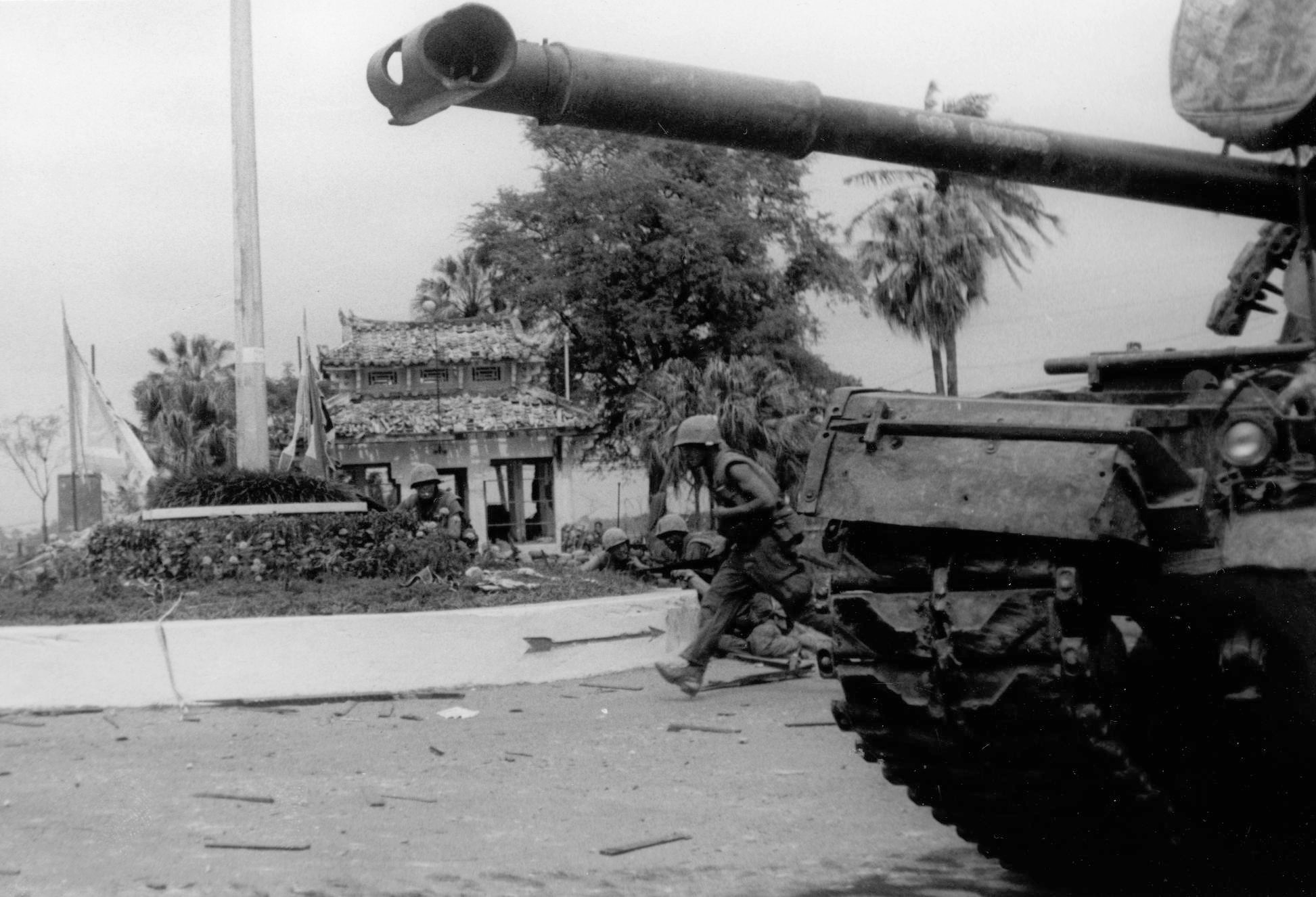
美國海軍陸戰隊在順化市區作戰的M48巴頓戰車（攝於1968年2月2日，順化戰役期間）

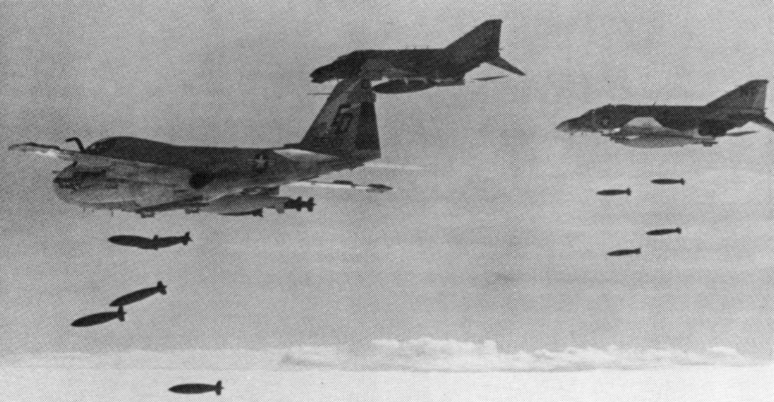
美國海軍陸戰隊的A-6闖入者式攻擊機及美國空軍的F-4幽靈II戰鬥機，轟炸柬埔寨（攝於1973年）

法国退出印度支那后，1955年1月起，美国将“美驻印支军事顾问团”改为“美驻南越军事援助顾问团”，1954年至1959年平均派遣军事顾问650人。1960年上升到900人。1963年底，美国在南越的军事顾问和支援部队达16,300人。
1959年，越共中央委员会决定武装统一越南，并派遣大量军事人员前往南越组织進行煽動，武装顛覆。1960年1月17日夜，檳椥省北越支持者首次发动武装起义，攻占南越政府的一个据点。1960年12月20日，越南南方民族解放陣線成立并发布十点纲领，纲领号召成立一支人民的军队，推翻美国在越南南方的统治，建立民族民主联合政府，在南方实现独立民主、改善民生、和平中立，进而和平统一祖国。1961年2月15日，越南南方民族解放阵线把越南共和国境内各地的人民武装统一组成越南南方人民解放武装力量，从事游击战，事实上由越南劳动党南方局实施集中统一领导指挥。
1961年1月20日，肯尼迪就任美国总统，就职演说中稱：

为确保自由的存在和自由的胜利，我们将付出任何代价，承受任何负担，应付任何艰难，支持任何朋友，反抗任何敌人。这些就是我们的保证——而且还有更多的保证。

美国同胞们，不要问国家能為你们做些什么，而要问你们能为国家做些什么。全世界的公民们，不要问美国将为你们做些什么，而要问我们共同能为人类的自由做些什么。

最后，不论你们是美国公民还是其他国家的公民，你们应该要求我们，献出我们同样要求于你们的高度力量和牺牲。问心无愧是我们唯一可靠的奖赏，历史是我们行动的最终裁判，...，但我们知道，确切的说，上帝在尘世的工作必定是我们自己的工作。

这标志着在美国主流民意推动下，肯尼迪政府将率领美国军队发动一场不宣而战的“特种战争”，一步步战争升级，把美国带入越战泥淖。
1961年5月，为了进一步帮助吳廷琰政府，美国副总统林登·约翰逊访问西贡，与吳廷琰签署“联合公报”，派遣100名美军特种作战部队人员进入南越，开始特种作战试验，开启美军战斗部队进入越南的先河。这一事件也常被认为是美国的越南战争开始的标志。而当时美军的特种部队（包括越战闻名的绿扁帽部队）其实还称不上是精英部队，因为只要服过两年兵役，取得跳伞资格的伍长以上的士官兵，都可以加入特种部队。
美国又提出在“18个月内绥靖南越并在北越建立基地的‘斯特利计划’”。在美国中央情报局的指示下，美军特种部队在越南境内成立CIDG（非正规战斗部队），训练山区少数民族成为反共游击队，这项计划非常成功。这场特种战争即由美国提供财力与作战物资、由美国顾问指挥南越军队进行不宣而战（针对美国国内与美国国会）的战争，同时在政治上强化地方政权，加强特务控制，推行使村庄“堡垒化”的移村并户的“战略村”计划。
1961年6月，美国总统肯尼迪和苏联共产党第一书记赫鲁晓夫在维也纳会面。赫鲁晓夫肆意欺凌着这位美国总统，试图通过恫吓的方式使他在某些关键争端上向苏联让步。特别是柏林，那里大量的技术工人都已逃到西方。赫鲁晓夫的恫吓行动步步升级；8月，柏林墙在一夜间修成，西柏林被东德封锁；9月，苏联恢复核试验。严峻的形势使肯尼迪认为，「如果美国从亚洲撤退，就可能打乱全世界的均势（施莱辛格语）。」这时候中南半岛的冲突是当时冷战中唯一的热战。肯尼迪和他的顾问很快决定，要在越南问题上显示出美国的力量和对抗共产主义的决心。同时认为，冲突最好遵循朝鲜模式，只局限在通过代理方使用常规武器，作为减轻两超级强权间直接核战争威胁的一种方式。
1961年10月，“反叛乱活动委员会”领导人马克斯韦尔·泰勒将军赴南越实地研究派遣美军后续部队问题，提出一套“政治改革”方案，从而形成“斯特利—泰勒计划”：在南越内部，要在18个月内建立1.6万个“战略村”，控制农民，枯竭越共武装力量的人力物力来源；在南越外部，封锁南越与外界的联系，切断越南北方的支援。
北越部队则通过老挝前往越南南部(这条路线被称为「胡志明小径」)，和經由柬埔寨的「施亚努小径」运输军备物资，准备应付下一次战争和突破南越的封锁。1961年末，美国开始增派军事顾问，深入西贡军队各级训练和指挥其作战。为了切断这两条运输路线，美军特种部队和领导的山区游击队的空中力量对其路线实施战略轰炸，和深入敌阵救援被击落的飞行员任务。而根据当时的国际法律，限制美国不得在南越领土以外的地区实施作战，因此在这段时间里，美军的特种行动都是秘密进行的。
1962年，中苏论战爆发，中華人民共和國和苏联都需要在「国际共运」中树立自己的形象，转而都积极支持北越在南越发动的所谓"人民战争"。苏联结束“厨房辯論”对美缓和的时期；中華人民共和国渡过三年困难时期，结束“三和一少”政策。
1962年2月8日在西贡设立由保罗·哈金斯将军指挥的“美国驻越南军事援助司令部”，负责特种战争指挥，大量向南越运入美军人员和作战物资。至1962年底，在越美军人数1.2万人，飞机约240架。
1963年1月10日，保罗·哈金斯总结1962年特种战争战果，称“共杀死敌人3万人，美军与南越军损失兵员1万人。”
1963年2月，西贡政府军出动精锐部队2000人，其中包括第七师的两个营，“保安队”和“别动队”8个连，105毫米榴弹炮一个连，M-113装甲车一个连，13艘舰艇，15架直升机和6架战斗机，在一批美国军官直接指挥下，向位于同塔梅平原的美萩省丐礼县（Cai Lậy）新富乡北村发动大规模突袭。美萩省人民武装自卫队军民在美萩省北村的反“扫荡”中，连续作战。当日上午6时，“别动队”一个连首先向翁蒲忖发动进攻，刚一进村，就遭到人民武装自卫队的袭击，40人被歼，其中包括中尉连长，其余受挫溃散。7时30分左右，由美国军官指挥的13艘舰艇前来增援，被人民武装自卫队击沉一艘，迫使其余舰艇不敢继续前进。8时整，载一营步兵的直升机群包抄机降，企图合围人民武装自卫队，但被击落5架、击伤若干架直升机，40多人在机降中被打死，数十人被打伤，其余直升机群撤回。南越陆军集结溃退兵力，在13辆M113装甲车掩护下组织多次反扑，被击中3辆装甲车，打死打伤36名。下午14时30分，装载一个营伞兵的运输机群在两架攻击机掩护下，在北村组织伞降。到夜里19时，这股伞兵70名被歼，其余溃散。经过一天的激战，美军及南越军伤亡450人，其中有美国军官13人，击落飞机6架，击伤15架，烧毁M113装甲车3辆，击沉舰艇1艘，缴获大批枪械和其他军用物资。同时由美军特种部队训练的山区游击队的计划也非常成功，到了1963年底，游击队人数达到1万8000名当地居民宣誓效忠，受训成为特种队员，並且编组成120个连，每个连约180人。这批部队在美军特种部队指挥下，在国境一带巡逻監视，和北越正规军交战。
1963年，由于特种战争不顺利，美国决定支持南越军方于该年11月1日发动军事政变，軍方推翻并枪杀吳廷琰，由杨文明组成军政府控制南越政权。
1963年11月22日，约翰·肯尼迪遇刺身亡，林登·约翰逊宣誓就任美国总统，他擴大美國參與越戰的角色，标志着美国对越政策进入全面战争的新阶段。
1964年1月，南越陆军第一军军长阮庆发动军事政变，自任越南共和国“革命军事委员会”主席兼总理。南越政权内部的军、警、政矛盾与内耗严重。阮庆宣称为解决南越问题，必须军事进攻北越。
1964年2月，美国成立南越问题特别委员会，国防部长麦克纳马拉访问南越，与阮庆拟订“重点清剿”的麦克纳马拉—阮庆计划（“十二点计划”）。3月，林登·约翰逊批准美国国防部轰炸北越与老挝、柬埔寨境内的越共庇护所的作战计划。
至1964年底，美国派遣到南越的军事人员增加到三万多名，对南越政权的援助，从1954年至1964年共达40亿美元，其中80%以上是直接的军费开支，试图切断越南南方人民解放武装力量与南越农民群众之间的联系。越南南方人民解放武装力量从1961年初到1964年6月，消灭和击溃敌军30多万，包括2000余美军，摧毁80%以上的“战略村”，解放三分之二以上土地和七百多万人口，迫使西贡政权的统治收缩在城市和交通沿线。至1964年底，南方越共在巴地省平地取得勝利，在连续几天的战斗中，抗住并击溃敌军先后投入有空军支援的十个营的兵力的进攻，歼灭南越陆军两个建制营和一个建制连后，安然转移，标志着“特种战争”的破产。同时期，西贡政权统治区的工人、学生、知识分子和佛教徒的群众性运动此起彼伏。

### 逐步升级

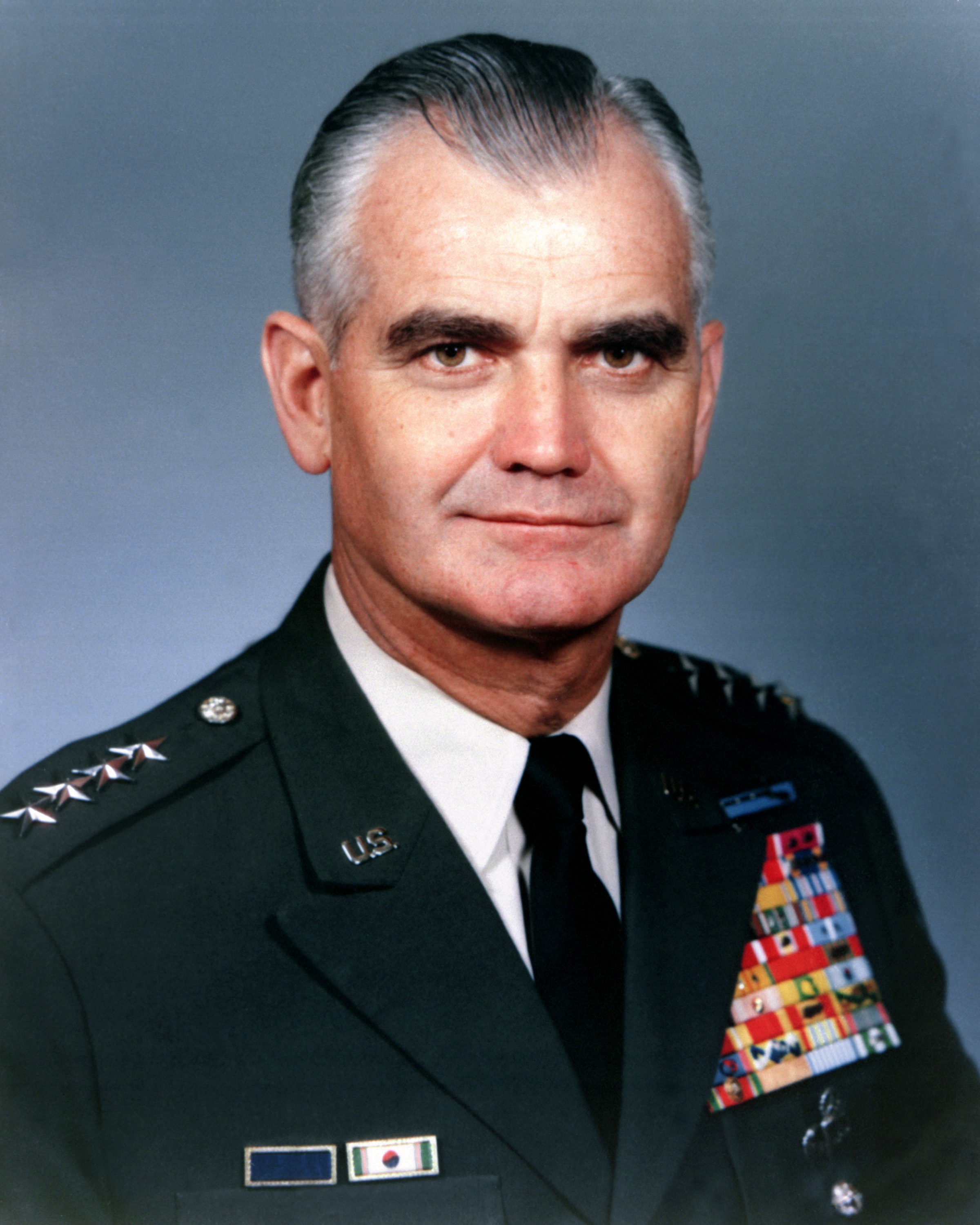
駐越美軍司令威廉·魏摩蘭上將

南越正规军越南共和國軍面对被俗称为“越共遊擊队”的民族解放阵线节节败退。为了阻止北越对越共遊擊队的物资和人员支持，南越海軍对北越沿岸海军基地进行袭击。美国海军也派出舰艇协助，进行电子战支持，即靠近北越军事基地，挑起沿岸设施使用雷达从而暴露位置，由南越艦艇炮火予与摧毁。
1964年7月31日，南越海军从岘港派出几艘炮艇，炮轰北越北部湾的两座小岛，美海军驱逐舰马多克斯号在附近游曳。8月2日，马多克斯号稱在离海岸30海里的国际水域内遭到3艘北越鱼雷艇袭击，並在附近的航母提康德羅加號支援下擊沉其中一艘北越魚雷艇。8月4日，马多克斯号與特纳·乔伊號驱逐舰往北航行時，称後者被雷達訊號追踪並宣稱受到攻擊，兩艘船隨即採取應對措施。美国以轰炸北越海军基地作为报复，是為著名的“东京湾事件”（又稱“北部湾事件”）。
东京湾事件是越战的重大分水岭，北越和美国双方都把它看作对方的蓄意攻击，并做出强硬反应。越共遊擊队对多处美军基地进行报复性攻击。北越325师进入南越领土集结，标志着北越正规军（越南人民军）对南越的公开进攻。美国政府宣称北越攻击位于公海上的美国军舰，但并未提及他们的任务。
8月5日，美国出动大批飞机轰炸北越。北越防空部队当天击落美机8架，击伤3架，俘虏一名美国飞行员。国防部长麦克纳马拉当夜宣布增兵越南的六点计划。
美國國會於8月6日召开秘密听证会，8月7日众议院以400票对零票、参议院以81票对2票通過「东京湾决议案」，授權總統以他的判斷“采取一切必要措施——包括使用武装部队——去援助东南亚集团防御条约中的任何一个为保卫其自由而请示支援的成员国或条约签字国。”
1964年11月，约翰逊在美国大选中以压倒多数的选票当选总统，体现国内同仇敌忾的战争决心意志。
为赢得战争，约翰逊采纳美国智库人物赫尔曼·康恩的“逐步升级”战略，康恩设计了44种逐步升级的战争阶梯：
“战争逐步升级是一个‘赌决心的竞争’，而衡量决心的，常常是为了追求某些目标愿意付出代价的程度。一方或另一方可能仅仅因为它觉得已经吃够了苦头而决定降级。”
1965年2月7日凌晨，美軍在波來古空军基地遭到越共游击队攻擊，伤亡上百人。约翰逊立即命令对北越实施报复性轰炸。2月7日13时50分，美国航母舰载机猛烈轰炸北越广平省洞海市。 2月12日，美国参谋长联席会议提交对北越实施战略空袭的“滚雷”作战计划。2月13日，约翰逊批准该作战计划，对北越的90个目标摧毁性轰炸。2月26日，约翰逊批准向越南南方派出首批美国地面作战部队。3月2日，“滚雷行动”开始。
3月8日，3500名美国海军陆战队员在岘港登陆，成為第一批進入戰區的美軍戰鬥人員。1965年3月底，美陆军在西贡成立作战指挥机构。实施“墨渍”战略战术，即在南越沿海设立基地据点，构成环形防御圈，逐步向北越佔領區渗透，寻找北越地面部队主力决战。这标志着美国在越南的“特种战争”升级为“局部战争”。
1965年4月12日，中共中央因认为美国扩大越南战争严重威胁中华人民共和国安全，而严正表明援越抗美的立场，并下达《中共中央关于加强备战工作的指示》。该指示指出：
美帝国主义在越南扩大战争严重威胁了我国的安全，我们绝不能置之不理，我们准备随时同越南人民一道共同战斗，我们要准备对付美帝把战火引到我们的国土上来……对小打、中打以至大打，都有所准……要求在全县党委以上干部中，加强备战思想，密切注意越南战局的发展。……全国的备战工作空前紧张，备战气氛空前热烈。
中华人民共和国隨後应北越政府的要求，向其派出防空、工程、铁道、后勤保障等支援部队。1965年6月至1968年3月，先后入越的部队达32万余人。
1965年7月，约翰逊决定动用战略空军的B-52轰炸机，对北越地毯式空袭，代号“弧光作战”。同时，美国空军参谋长柯蒂斯·李梅上将宣称，要把北越炸回石器时代。约翰逊政府认为，只要美国地面部队直接参战，就能在越南南方取胜；只要美军飞机对越南北方地毯式轰炸经济目标与城市，就会使北方因为“有一个工业体系要保护”而屈服，从而实现美国的越战目的。
7月24日，一架F-4C被擊落後，约翰逊總統將在越美軍提升至12.5萬人；翌日，第101空降師的4000名人員進入越南。11月27日，五角大樓要求提升美軍數目至40萬人以便執行計畫中的大規模掃蕩行動；到了年底，美軍在越數目已高達18.4萬人。至1966年8月，已有多達42.9萬名美軍士兵駐守在越南。
正當美軍數目不斷增加的同時，在1965年8月18日，美國海軍陸戰隊的5500名士兵發動戰爭中的第一場大規模陸戰；在空中支援並一場大規模砲擊下，美軍成功摧毀越共在Van Tuong的基地。1965年11月，美军发动对越共的第一次旱季攻势。1965年11月14日星期日早上10時48分，美国第一骑兵师第七騎兵團的一個營和北越第66团在德浪河谷相遇，北越正規軍有2500-4000人駐守，是奠邊府戰役的精銳之師，於是爆发美軍及北越間的第一場大規模戰鬥。3天激战後，北越陣亡1519人，美军陣亡305人，以北越慘敗收場，北越將南越分為兩段的計畫也因此失敗。這兩場戰役使北越從此決定避免與美軍進行正面衝突，改而採取游擊戰的戰術。
空中作戰也同樣的大規模提升；约翰逊批准轟雷行动（Operation Rolling Thunder），对北越进行大规模轰炸。然而美國對北越的所有轟炸行動與目標都由華盛頓進行嚴密的控制，每日的轟炸目標的選擇由國防部和白宮來規劃，前線指揮官無法根據實際需求加以修改。偏偏國防部與白宮非常擔心傷及中華人民共和國或蘇聯派駐在當地的顧問而引發的正面衝突，對於轟炸目標的選擇與交戰規則有非常多的限制，而這些限制往往與美國追求的戰術或是戰略目標完全背道而馳。例如，美軍在未經批准下無法攻擊北越的軍用機場，即使看到地面北越空軍的戰鬥機在準備起飛也不行。
因此，旨在阻止北越对南方的渗透的「轟雷行动」在這種綁手綁腳的指揮下，幾乎無法發揮功效。農業社會的北越的工業大多已地下化，剩下來的目標因有中蘇兩國的人員在附近而安全無恙；同時，因為不能攻擊蘇聯與中華人民共和國的船隻或運輸部隊，使北越能順利的接收他們提供的軍資而武裝起軍隊。就這樣，北越武装司令武元甲依然将他手下的部队以惊人的速度派往南方；整团的北越正规军分散进入胡志明小徑，顶着空袭，进入南方集结。
1966年2月，在地面上成功獲得大規模增兵的驻越美军最高司令官威廉·威斯特摩兰將軍发动一系列「搜剿与摧毁（search and destroy）」战略战术取代“墨渍”方案。核心是以南越军守点保线，美军深入越柬、越老边境，对南越共长时间的反复“扫荡”，切断越共从老挝及柬埔寨获得补给的交通线。威斯特摩兰相信如以「德浪河谷战役」時那樣，以大規模火力消耗敵軍人力，北越最終將被迫认输。同時，北越军队则执行武元甲的消耗战略，在精心准备的有利地形下吸引美军进攻，激战至伤亡达到一定程度後就撤离战场。北越已做好准备承受巨大的伤亡，并且坚信无限制的消耗战最终会迫使美国人撤出越南。此時不論是威斯特摩兰將軍或華盛頓的政治人物都不斷表示美軍正在取得勝利。但战术上的胜利无助于改变美国的困境。因此，美國開始透過南越政府軍一些美軍來進行和平化政策，希望加強對已控制住的鄉下地帶的統治及治安，避免再度被越共滲透，從1968年北越春節攻勢的結果可以看出有所成效。

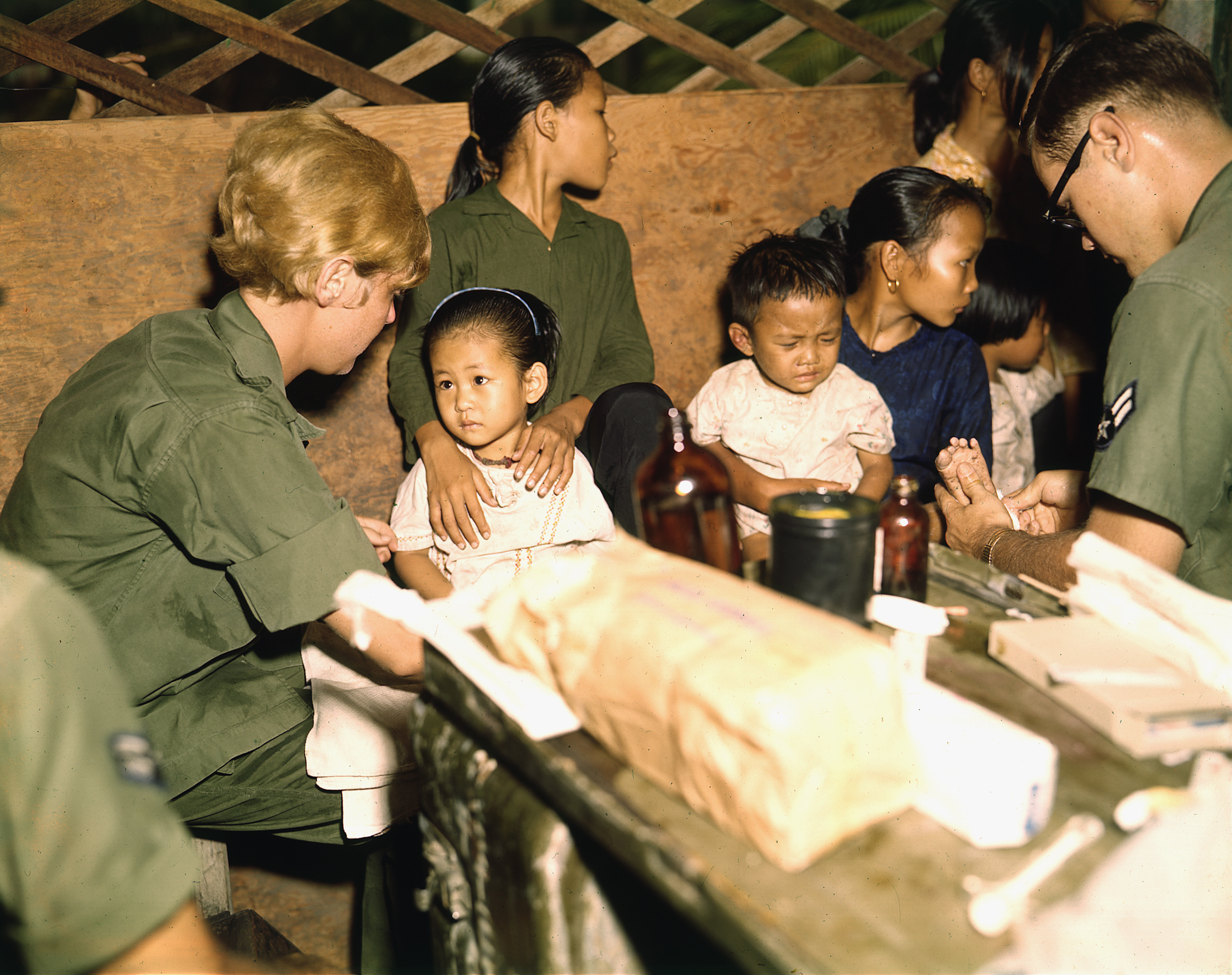
1967年，美國空軍女軍醫凱瑟琳·沙利文（Second Lieutenant Kathleen M. Sullivan）少尉（左）正在治療越南兒童

1966年至1967年美军发动第二次“旱季攻势”。采取固守与清剿相结合的战略战术。美军地面部队主力集中到内线，固守西贡、顺化、岘港、溪山等主要城市和基地，构筑堡垒障碍，制造无人区，隔绝北越南下通道；以小股兵力在不远离设防驻地，实施小规模的搜索围剿攻势作战。而在南越广大农村，以美国空军支援南越陆军作战。此时，美军驻南越境内的总兵力已近47万人。南越境内的美军地面部队几乎全部投入到“扫荡”行动之中，美军每月阵亡约800人。
這時，為了吸引北越軍隊進行正面戰鬥並阻止物資不斷透過胡志明小徑進入南越，美軍決定投入大量部隊進入溪山基地。依照計畫，這將迫使北越部隊發動一場類似十年前，越南部隊擊敗法國軍隊的奠邊府戰役的攻擊。从1968年1月底到4月初，历时77天，4万北越军围攻6000名美军。當雙方都大舉加強自己的陣地後，不斷的砲擊使戰場變得如同第一次世界大戰時的壕溝戰爭；於是美國開始動用龐大的空中火力，北越軍隊在攻勢被擊退三次後，決定開始撤離戰區。此戰役中，美國強大的後勤力、直昇機、空中力量等，以數百的傷亡消滅數倍的敵軍。然而事實上，這似乎是北越為了使美國分心的結果；因為美軍高層注意力幾乎都在溪生，以致於對接下來的春節攻勢幾乎完全沒有準備。

### 春節攻勢
1968年1月30日，北越发动规模空前的春节攻势。兵力超過32.3萬北越軍隊和越共遊擊隊對200多个市镇和农村地区发动“总攻击——总暴动”，包括南越36个省会、5个大城市、64个县城和50个战略村，甚至是西贡机场、总统府和南越总参谋部。美國駐西貢大使館也遭到越共敢死隊夜襲，引發美國輿論譁然。

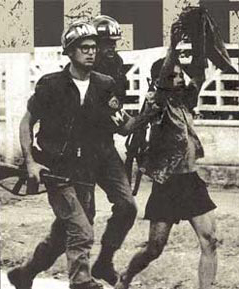
美國陸軍第18憲兵旅的士兵押送被俘的越共敢死隊到使館外（1968年1月31日）

然而南越百姓卻沒有如預期的發動大規模動亂，使北越人民軍在遭受美軍和南越政府軍壓倒性傳統武力的打擊下，大部分的攻勢都在最初的幾個小時內被擊潰，但在西貢維持長達三天。在南越第三大城及王朝舊首都順化市激战甚至持續一個月。美军溪生基地因溪生戰役被围困76天，因为破坏太严重，解围后不得不放弃使用。在春节攻势，北越部隊遭受約4.5萬餘陣亡、4萬負傷的沉重打擊；但到了5月，他们就恢复进攻能力。春节攻势的惨烈状况在美国公众中造成震惊，國內反戰浪潮日益高漲。儘管约翰逊总统和威斯特摩兰将军一直宣称北越军事力量在节节削弱，并承诺战争会在短期内结束，但春节攻势表明北越依然具有巨大的军事力量，战争的结束依然遥遥无期。
北越在軍事上的失败卻同時是精神上及宣傳上的大捷，使春節攻勢成為越戰中的轉捩點。美國政府高層內部因為春節攻勢而失去戰意。當威斯特摩兰將軍計畫動用20万6千的增兵以完全消滅敵軍的要求被洩漏出去時，大眾更是普遍認為這表示駐越美軍無法挽回局勢，迫使原本同意增援的约翰逊總統放棄增援。1968年3月31日，约翰逊发表演讲，部分暂时停止「轟雷行动」（即“部分停炸”），表示美军将逐步撤出越南，并宣布放弃竞选下任总统。
1968年5月13日至10月30日，越南民主共和国与美国在巴黎举行双边会谈。
1968年6月，克雷頓·艾布蘭将军接替威廉·魏摩蘭指挥在越美军。
另外，美國的西太平洋盟友，包括韓國、中華民國、泰國、菲律賓、澳大利亚等國家或多或少皆有間接介入戰争。其中駐越韓國軍成為南越陣營中人數僅次於美軍的第二大外國軍隊。
1968年10月31日，约翰逊宣布暂时全面停止轰炸北越（即“完全停炸”）。
1968年，美军在越南阵亡16,508人，伤92,817人。南越军队阵亡30,375人，重伤70,969人。
1969年1月20日，尼克松在美国总统就职典礼上宣称：“我们陷入战争，需要和平。”“我们陷入分裂，需要团结。”

### 反战运动

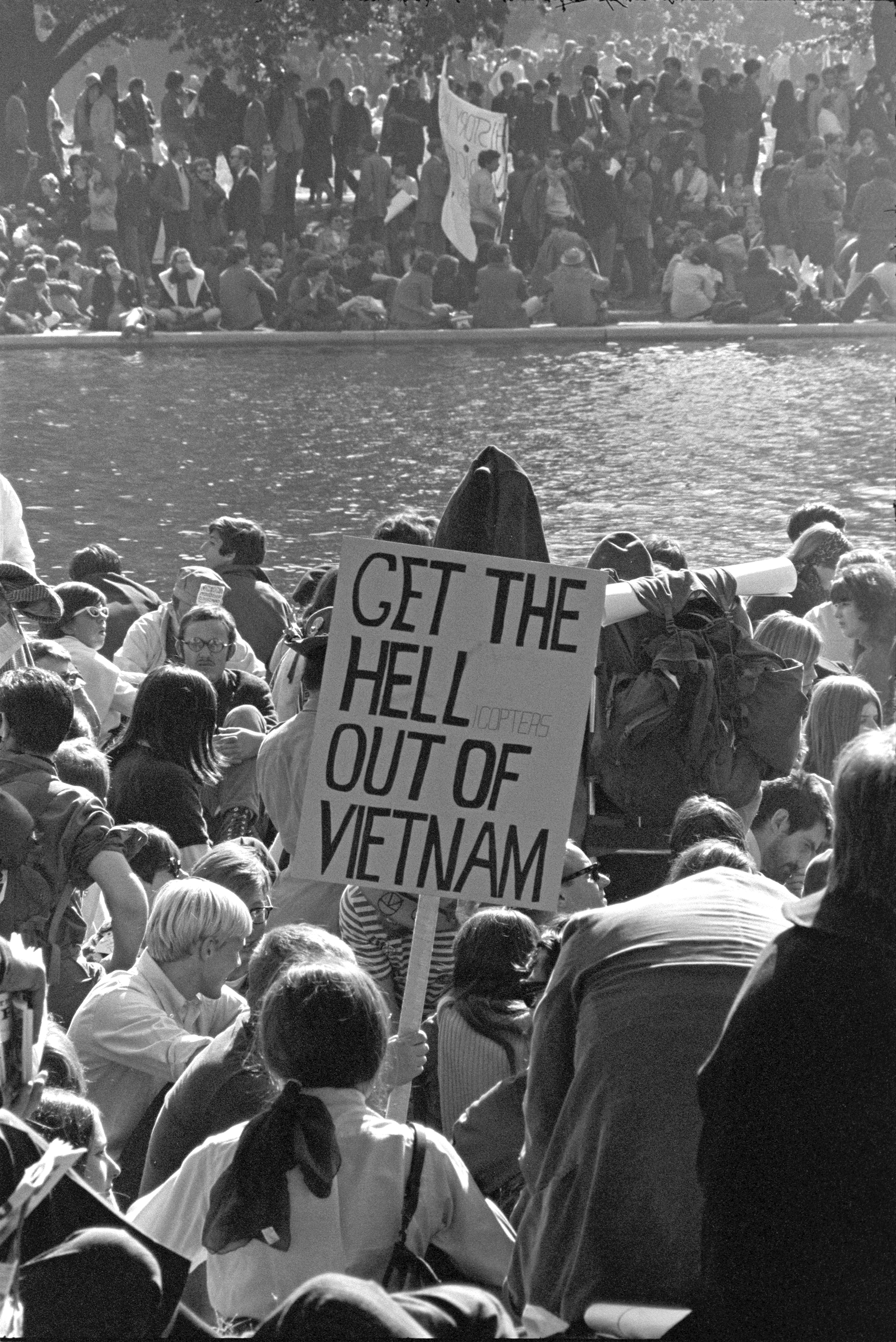
1967年10月21日，五角大楼前的反战示威者高举“Get the hell out of Vietnam(滚出越南) ”标语牌

小规模的反战运动于1964年在美国的大学校园开始，同时发生的是空前的左翼学生及行动主义者領導的反战运动。人口数量庞大的婴儿潮一代也到了该上大学的年龄。反战运动的成长也要部分归因于广泛的电视新闻报道，使得大学年龄的美国人比前几代能够获得更多的有关战争的信息。
1967年10月21日，10万学生和其他民众发起“向五角大楼进军”运动，示威者冲到五角大楼前的草坪上，扯下旗杆上的星条旗，升起越共的旗帜。示威者与警方发生大规模冲突，包括作家诺曼·梅勒和语言学家诺姆·乔姆斯基在内的多人被捕。
1968年，反战示威游行已遍及全国各地。8月，芝加哥舉行的民主黨全國大會期間，示威者和警察发生大规模冲突及暴动，造成流血事件。1970年5月，为了抗议俄亥俄州國民兵在肯特州立大學開槍殺死四名參與抗議越戰與美国入侵柬埔寨的學生（即肯特州立大學槍擊事件），美国历史上第一次全国学生总罢课爆发，十几万名学生涌入华盛顿进行抗议。
上千的年轻美国男人选择逃往加拿大或瑞典，以躲避征召的风险，瑞典政府對美國逃役青年的歡迎一度造成瑞美關係的緊繃。当时，全部适龄男性中只有一小部分真正需要入伍；而且在大部分的州，大部分适龄男青年还没有达到投票年龄和允许喝酒的年龄，各个地方的挑选服役系统办公室（“兵役局”）没有明确的兵役豁免方针，因此可以很宽松地决定谁需要服役，谁可以得到豁免。
不公正的指控使得1970年产生「兵役彩票制度」，在这一制度中，年轻男性的生日决定他征召的相对风险（9月14日是1970年兵役列表中处于首位的生日，下一年是7月9日）。年轻人被强迫在军队中以生命冒险，但却無选举权（未滿21歲），亦不允許喝酒，这种情况成功地迫使美國國會及州份緊急修改憲法，通過美國憲法第二十六修正案，在全国范围内降低投票年龄，在许多州降低饮酒年龄，影响至今。
1971年，美国军事情报分析师丹尼尔·艾尔斯伯格将7,000页的《五角大楼文件》（即《美國-越南關係，1945-1967：國防部的研究》）泄露给纽约时报，后者将其全文发表，引起公众广泛关注。
1977年1月21日，美國總統吉米·卡特赦免多數在越战中逃避服兵役者。

### 越南化

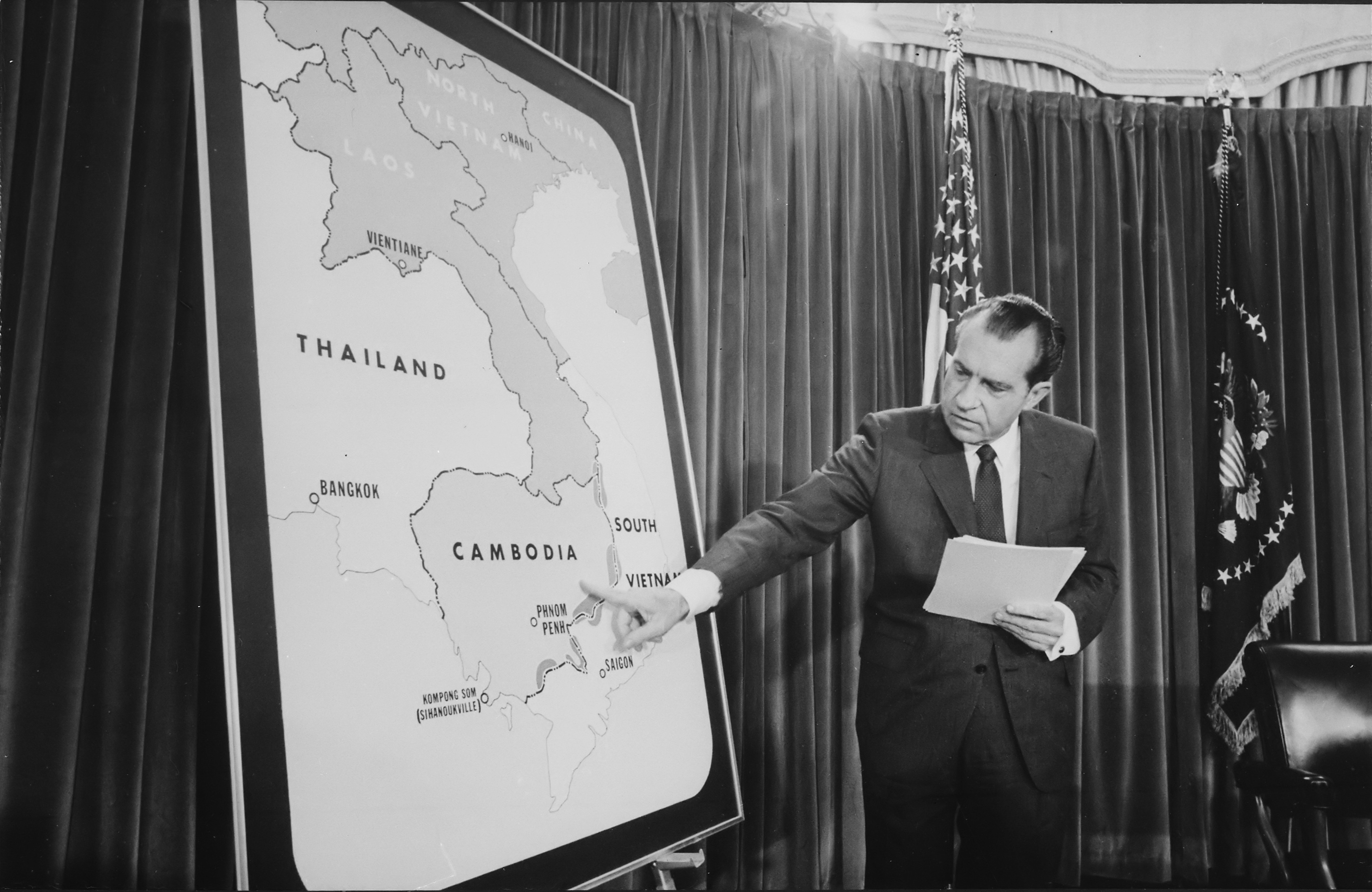
1970年4月30日，美國總統尼克森於記者會說明戰況

1969年，尼克森成为美国总统，表示要推行“越南化”政策，让美军逐步撤出越南，并於當年6月撤出首批25,000名美军。但在美越谈判进行的同时，战争仍在继续。1969年3月18日，经尼克松批准，美军开始出动B-52轰炸机对柬埔寨境内的越共庇护所实施地毯式轰炸；5月，汉堡高地战役爆发。1969年6月8日，尼克松宣布在当年8月底以前从越南单方面撤出美军25,000人。1969年7月25日，尼克松在关岛发表声明，提出撤出50万美军、越南战争越南化、用亚洲人打亚洲人的“新亚洲政策”。加速南越安抚运动和乡村发展计划，1970年5月迫使南越政府进行土改。
1970年3月18日，柬埔寨亲美的朗诺将军发动政变，推翻西哈努克亲王的政权；5月，在朗诺的默许下，美军与南越军队入侵柬埔寨，进攻那里的北越军事基地。南越部队在老挝发动‘蓝山行动’，通过占领九号公路全线以切断来自北越的补给通道。美国国会在国内舆论压迫下，通过禁止对柬埔寨提供军事援助的决议。尼克松被迫6月底从柬埔寨撤出美军地面部队。到1971年，美军死亡人数已超过4萬。
1972年3月，武元甲动员几乎全部北越军事力量，发动比1968年春节攻势更大规模的“復活節攻势”。尼克森下令美国B-52战略轰炸机对北越大城河內、海防及重要軍事相關設施进行全面轰炸。北越的復活節攻势以失败告终，损失超过10万人，武元甲也因此被撤職，文进勇接任越南人民军司令。復活節攻势的失败，美国B-52战略轰炸的威力，以及急于同美国改善关系的苏联和中華人民共和國的压力迫使北越回到谈判桌前。1973年1月27日，参加“关于越南问题的巴黎会议”四方（美国、北越、南越、越南南方共和國临时革命政府）在巴黎正式签定《关于在越南结束战争、恢复和平的协定》（即巴黎和平协约）。随后两个月内，駐越美軍全部撤出南越，僅留下如海軍陸戰隊使館衛兵等小規模的部隊。而駐越美軍司令部裁撤後的機能和職責移交給同年成立的美國駐西貢武官室（DAO）。

### 战争末期

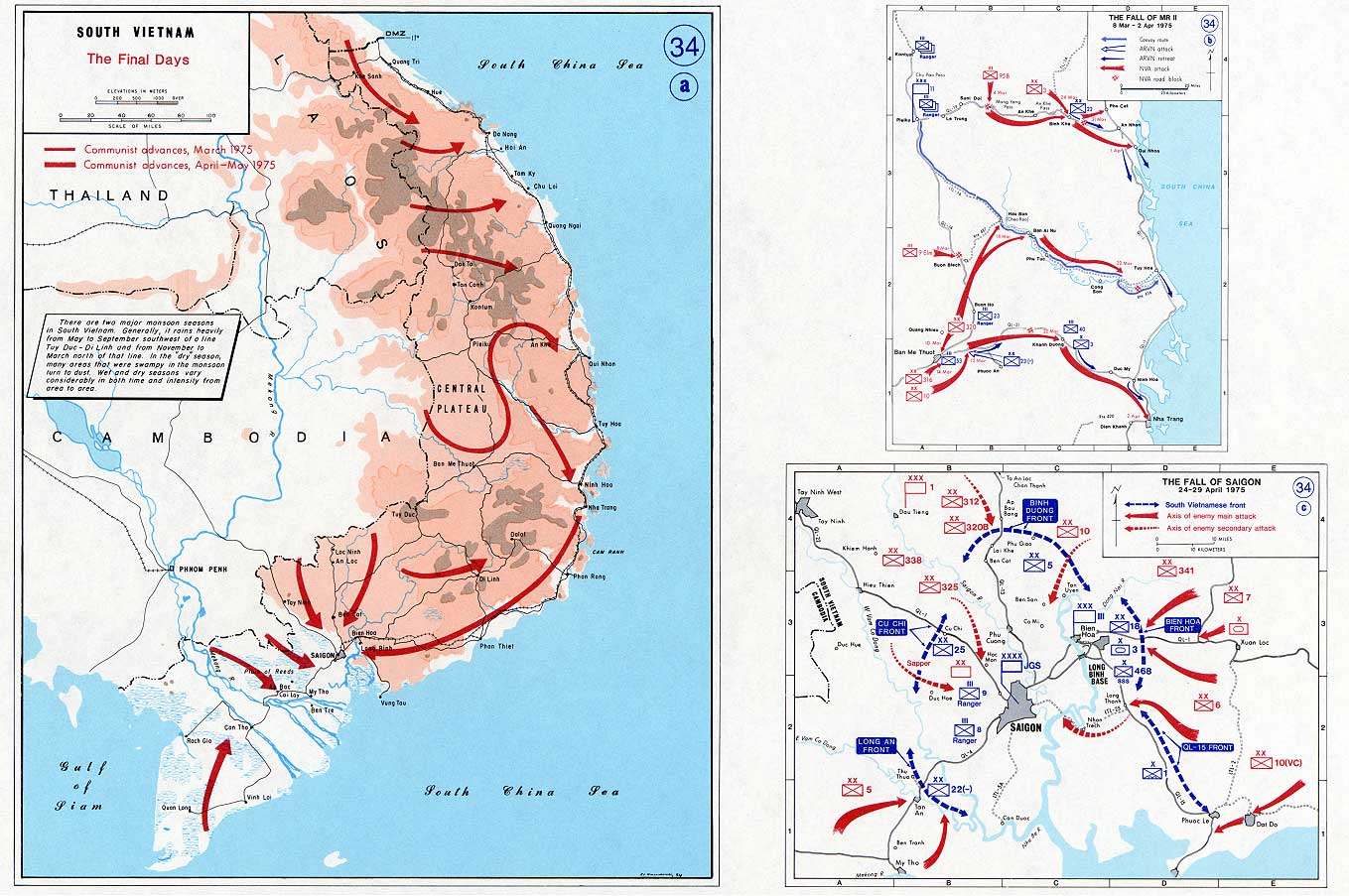
越戰末期的局勢示意圖，右下角為陷落前一週內的西貢

1973年美军撤出越南，但北越和南越之间的战争并未结束，1974年仍然是血腥的一年。游擊战依旧在进行，北越重新控制南越境內的多個乡村。而南越隨著美國金援減少、政治動盪而使局勢紊亂，西貢政府和南越軍高層的腐敗導致軍事預算被挪用而下降，1973年起持續加劇至該年的第一次石油危機所造成的燃料短缺又令南越軍被迫削減70%的直升機行動，儲備燃料的減少也使更多南越軍用飛機和車輛難以投入作戰。1974年最後一場戰役的福隆戰役中，北越軍擊退南越軍，替西貢南越政權的淪亡展開了序幕。
1975年1月，北越从復活節攻势的巨大损失中恢复过来，发起最后的决定性攻势。短短幾个月内，南越地區的军心土崩瓦解。南越總統阮文紹於3月17日宣布南越放棄中央高地，各地部隊無秩序地撤退，通往綏和等地區的公路幹線也因為擠進40多萬名的難民而一片混亂，各大城市相继失守。在順化－峴港戰役中，南越第三大城順化於3月25日遭到攻陷，第二大城峴港也因為數百萬名的難民和逃兵湧入而陷入恐慌的騷亂之中，北越砲彈也射入塞滿人潮和大小船隻的峴港港區，最後地面部隊於3月31日拿下該市。
北越原計畫在1975年佔領南越大部分地區，在雨季整裝待發，在1976至77年再發動決定性攻勢，但由於戰事進展順利，至3月以後南越已有12個省和超過800萬的人口被納入北越軍的控制之下，而南越軍已經失去其精英部隊、超過3分之一的兵員和一半以上的武器。4月，北越发动胡志明战役，旨在于5月1日之前，攻克南越首都西贡，以防5月以後的雨季阻礙總攻擊。西貢週邊的北越部隊有4個軍級單位，而南越陸軍則有第5、18、22及25師、一個空降師、一支裝甲旅和數個別動軍的部隊。北越鎖定了首都圈週邊的春祿市、邊和空軍基地及西貢新山一空軍基地等重要地點為攻擊目標，再由東進入西貢。北越部隊在春祿戰役中遭遇南越第18師的頑強抵抗，兩軍在此僵持2週後，春祿依然失守，北越軍通往邊和和西貢的道路變得更加暢通。阮文紹因此辭職下台，在逃往台灣之前將總統大位交給陳文香。
儘管美國總統傑拉爾德·福特於4月7日時發表聲明，要求美國國會重新考慮援助南越，包括撥出緊急軍事援助，卻未成功，於4月23日宣布越戰正式結束，美軍從此只協助美國軍民及其他與越南共和國有關係的南越人撤離越南。4月27日，新山一空軍基地開始被北越炮擊，死者當中有最後一批在越南殉職的美軍士兵。4月最後數天，北越海軍發動攻打南沙的戰役，佔領所有南越控制的島嶼。而楊文明接替陳文香，短暫地代理總統職務。
4月29日至4月30日最初的幾个小时，美军组织了有史以来最大的直升机撤僑行动「常風行動」，而4月30日早上7時53分，最後一班美軍直升機從美國駐南越大使館屋頂上撤離末批海軍陸戰隊員，也成了美國捲入越戰的结束的标志。同日西貢淪陷，北越在中午之前攻陷美國大使館館舍和南越獨立宮总统府，北越一名部隊指揮官裴信上校進入宮內接受楊文明總統的投降，南越滅亡。同年，柬埔寨和老挝的共产党也先后夺取政权，越南战争以北越的全面胜利告终，越共屬下的南方解放陣線於南方成立越南南方共和國。5月2日，北越軍隊佔領包括德浪河谷之內的南越全境（除富國島被柬埔寨攻佔外）。中南半島三國加入社會主義陣營。

## 越南南方共和國成立
1975年駐守於南越故土的北越軍隊，於佔領地發出不同顏色的身份證，限制越南人的活動範圍。越南南方共和國成立後即時凍結在南越的銀行財產，並於稍後將銀行國有化，發行新貨幣解放盾。5月7日，越南南方共和國臨時革命政府和北越軍隊在胡志明市舉行慶祝集會。
5月尾，越南南方共和國政府開始要求前南越軍公教人員向當局登記，6月尾，這些曾到當局登記的人員均被送至再教育營接受改造。8月，北越單方面決定於短期內解散南方解放陣線以及統一南北越。
1975年5月至年底，滯留南越的外國人，均分批乘坐飛機由胡志明市飛抵曼谷。1976年2月，最後一批國際非政府組織撤離南越。
1976年7月2日南北越统一，组成新的越南社会主义共和国，首都定為河內，西贡被改名胡志明市。数百名南越的支持者被处决，更多人被捕；另約一百萬越族人及越南華人逃出越南，不少移居美國及泰國。

## 伤亡统计
北越方面：
- 1995年越南政府公布称越南人民軍（北越軍隊）和越南南方民族解放陣線（越共）损失的人员：110万人死亡，60万人受伤，33万人失踪[58]。在滚雷行动中因轰炸死亡的越南平民估计从52,000人[82]到182,000人[83]。
- 中國人民解放軍：死亡1100人。
- 苏軍：死亡16人。

美国方面：
- 美军－駐越美軍司令部：越南战争期间，美军死亡58209人，受伤304000人，2000多人失蹤。
- 越南共和國軍（南越軍隊）：死亡人數据美军估计為20萬至25万人[84]，受伤50万人。
- 大韓民國國軍－駐越韓國軍司令部：死亡4687人。
- 澳大利亚國防軍：死亡520人，2400人受伤。
- 泰國皇家軍隊：死亡350人。
- 新西兰军队：死亡83人。
- 中華民國駐越軍事顧問團：死亡25人

未爆炸彈藥（主要是美國轟炸造成的）在今天仍會被引爆並導致人員傷亡。據越南政府稱，自戰爭正式結束以來，地雷，未爆彈等軍械已殺死約42,000人。據寮國政府稱，自戰爭結束以來，未爆彈藥已炸死或炸傷了20,000多名寮國人。

## 大事记

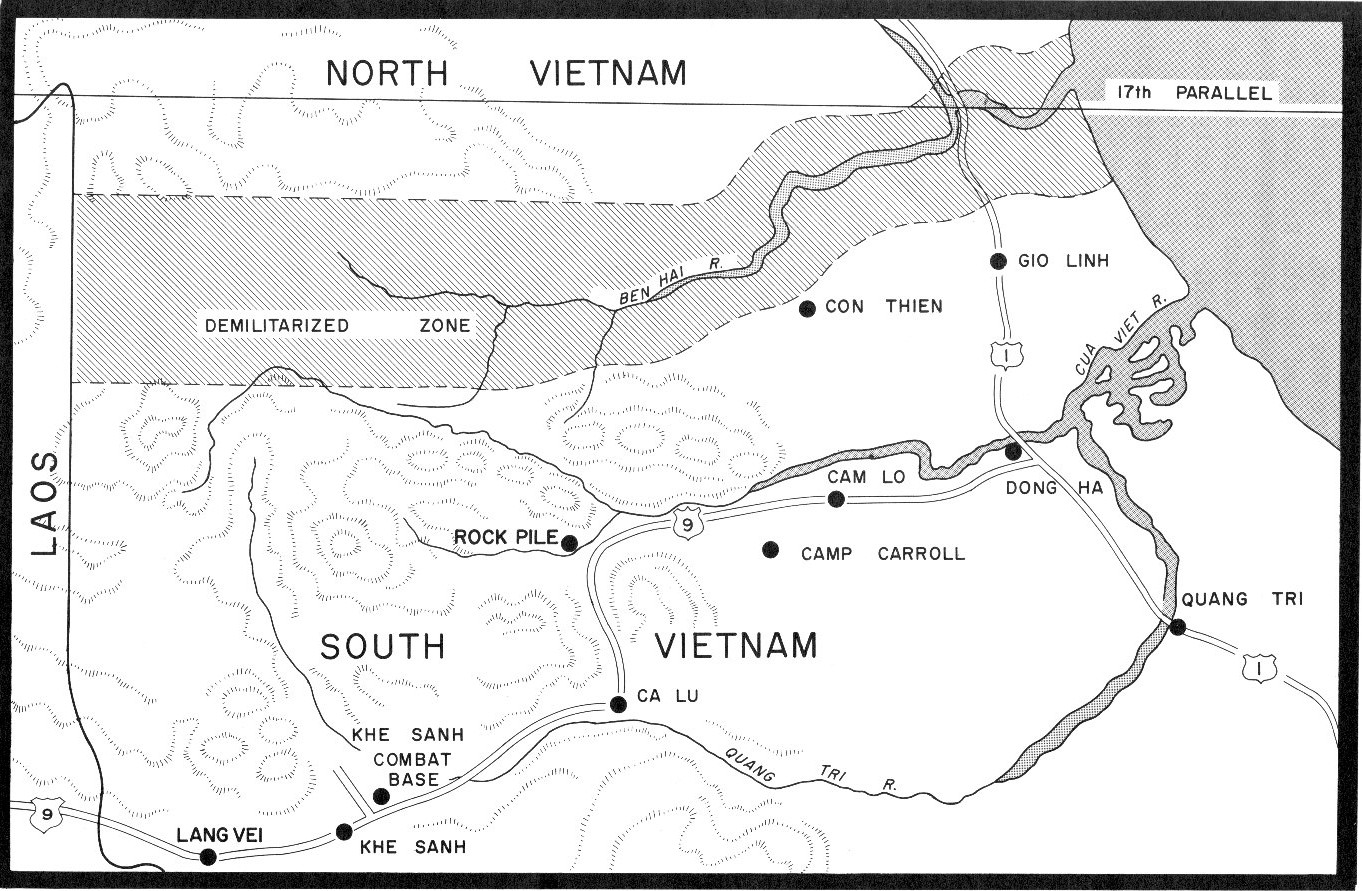
理論上的南北越非軍事區分界線

- 1954年签署日内瓦协议，规定两年后南北方举行统一大选。吴廷琰单方面举行选举，单方面成立国会，颁布宪法，申请加入联合国。
- 1959年秋越南劳动党二届十五中全会，通过了决定，南方的“武装斗争”“限于武装自卫、武装宣传和锄奸，它的任务是服从于城乡群众的政治斗争”
- 1960年9月越南劳动党第三次全国代表大会通过决定：南方解放和北方建设置于同等重要的地位。1961年1月，按照三大决议，中央政治局指示南方党组织：就全局而言，政治斗争与武装斗争处于同等地位；就不同地区而言，在丛林和山区以武装斗争为主，在平原地区政治斗争和武装斗争并重，在城市中仍然以政治斗争为主。劳动党中央和南方局对美国大规模介入、干涉南越的可能性估计很低，所以强调不要“总体战”正是为了避免刺激美国的介入。
- 1961年5月，美国在越南南方发动“特种战争”。
- 1961年11月，韓國總統朴正熙向美國總統肯尼迪建議韓國軍队參戰[85]。
- 1963年，中華人民共和国承诺大力支持越南武装斗争，并应老挝人民党凯山·丰威汉的邀请派出以段苏权为首的援老政治顾问团。
- 1963年11月，在美国默许的军事政变中，越南共和国总统吳廷琰被击毙。军人楊文明上台。但杨文明对美国不够顺从，对越共进攻不够积极，被阮庆发动政变推翻。
- 1963年12月，越南劳动党三届九中全会经过激烈争论，黎笋的南方局观点占了上风，全会决议认为：美国有可能把南越的“特种战争”转变为“局部战争”，党在南方的头等任务是迅速壮大武装力量，准备进行更艰苦的长期抗战。越南劳动党三届九中全会决定大幅度增加对南方革命的援助，为此要适当修改北方的建设计划。
- 1964年初，约翰逊总统批准了34-A计划，准备大规模轰炸北越。1964年3月，又发展为37-64计划。
- 1964年3月初，国防部长麦克纳马拉访越报告指出，过去三个月西贡政权的安全形势严重恶化，人民战争浪潮席卷下，越共控制了几乎全部农村。
- 1964年8月，北部湾事件爆发，美国开始“滚雷行动”，地毯式轰炸越南北方城镇与经济军事目标。
- 1964年9月，韓國派出軍醫及跆拳道教官團等非作戰部隊[85][86]。
- 1965年2月，美军开始对北越昼夜不停持续性轰炸，直至1968年3月31日“部分停炸”。
- 1965年3月，美军在岘港登陆，把越南战争升级为以美军为主的“局部战争”。
- 1965年4月武元甲访华，与解放军总参谋长罗瑞卿达成中国向越南派遣支援部队的原则协议。5月胡志明秘密访华，5月30日在北京签订了《中华人民共和国政府和越南民主共和国政府关于中国援助越南修建公路的协定》。6月初罗瑞卿和武元甲在北京达成了中華人民共和国援越的具体内容和原则。6月9日，解放军铁道兵、工程兵、高射炮兵部队开进越南。1965年7月在北京签订了《中华人民共和国政府和越南民主共和国政府关于中国给越南经济技术援助的协定》，提供10亿元人民币的无偿援助。1966年和1967年8月，中華人民共和国又给越南6亿元、7.5亿元无偿援助。
- 1965年6月，南越军人阮文绍发动政变上台，成立战时内阁，任国家领导委员会主席，並且美軍發動滾雷行動
- 1965年12月，越南劳动党三届十二中全会，采纳了南方局第一书记、南方人民解放武装力量政委阮志清的主张，用革命战争的升级对抗美国战争升级政策，在更大的规模上发动大部队进攻战役，不惜重大牺牲维持战场主动权和南方军民斗志的唯一可行办法，又是大量杀伤美军、从而动摇乃至摧垮美国战争意志的制胜手段。
- 1966年：2月，太平村屠殺。
- 1967年：4月，南越制宪议会通过新宪法、韓國國軍派遣陸軍及海軍陸戰隊進入越南[86]，陸軍中將蔡命新出任駐越韓國軍司令官[87]。9月，阮文绍当选越南共和国总统。12月，达山村屠杀。
- 1968年：爆發春節攻勢，為越南戰爭中規模最大的地面行動。意味着战争升级政策的破产，越战逐步降级的开始。约翰逊总统被迫放弃谋求1968年总统选举连任。其中戊申順化屠殺最为著名。
- 1968年3月16日，美萊村屠殺。
- 1968年3月31日，约翰逊政府被迫宣布部分停止轰炸越南北方。5月31日，越南民主共和国与美国双方在巴黎开始举行会谈。10月31日，美国政府宣布全面停炸越南北方。
- 1968年7月，西贡政权在美国顾问协助下，实施以逮捕、绑架、清洗南方民族解放阵线基层干部的“凤凰计划”，一年半内除掉了25 000余人。
- 1969年：1月，越南民主共和国、美国双方会谈扩大为包括越南南方民族解放阵线及越南共和国在内的四方会谈。美国在南越开始推行“战争越南化”政策。6月，越南南方民族解放阵线和其他组织宣布成立以黄晋发为首的越南南方共和革命临时政府。9月，越南劳动党主席兼越南民主共和国主席胡志明逝世，孙德胜当选越南国家主席，黎笋继续出任劳动党第一书记，成为最高领导人，党主席一职不再设立。
- 1971年2月：藍山719行動
- 1972年3月：復活節攻勢
- 1973年：1月27日，美国签署《关于在越南战争结束、恢复和平的协定》。3月29日，美军从南越撤出。
- 1975年：4月30日，北越攻占西貢，南越政权倒台，越南战争结束。
- 1976年：7月2日越南社会主义共和国成立，越南统一。

## 戰爭罪行
在越南戰爭期間，双方都有大量的戰爭罪行發生。在衝突期間的戰爭罪行是由雙方包括強姦、屠殺、轟炸平民、使用酷刑和殺戰俘，其他常見的罪行包括盜竊、縱火和破壞財產。

### 美国、韩国等的戰爭罪行

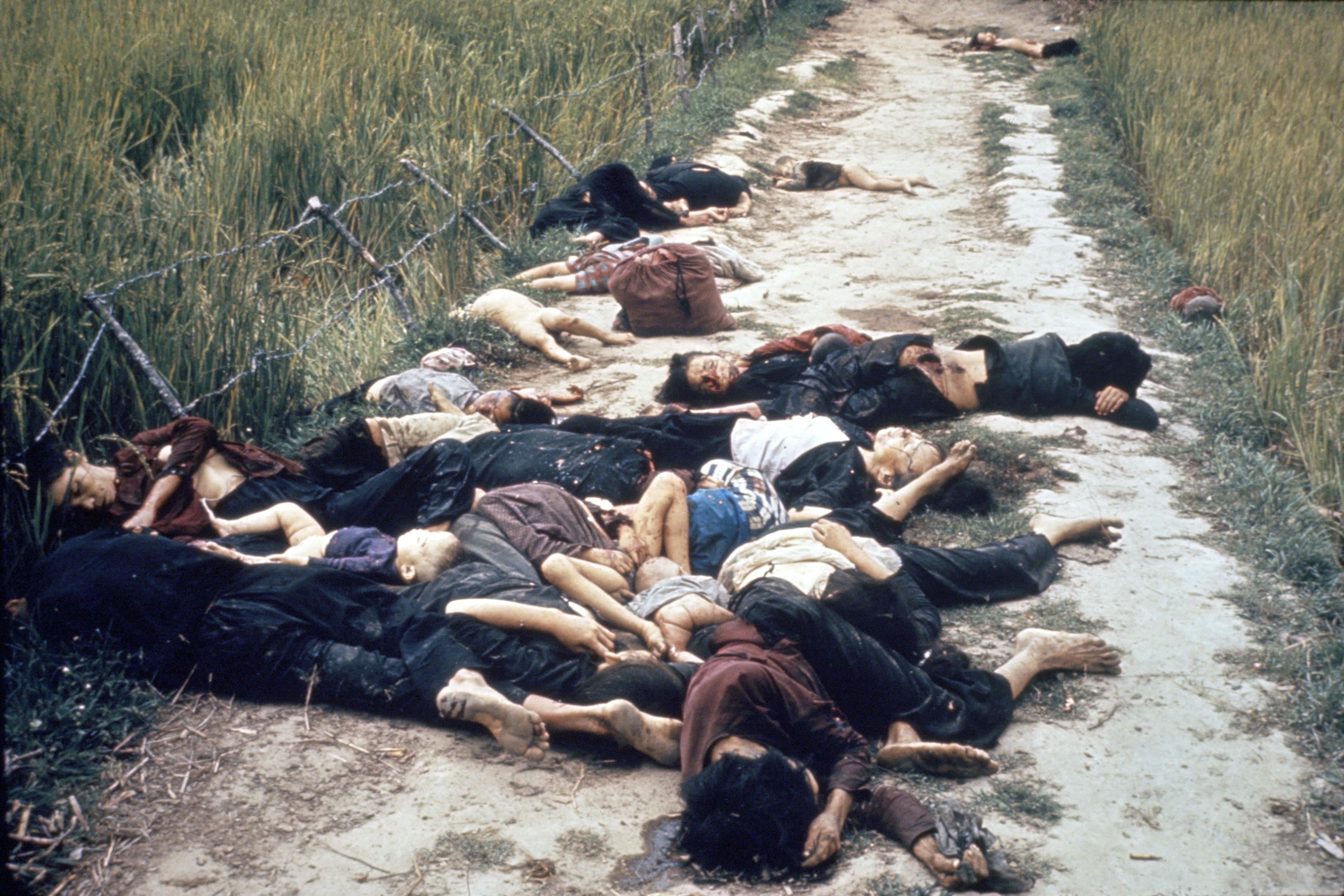
美萊村屠殺

美国在战争中制造了大量的暴行，例如美萊村屠殺。駐越美軍司令官威廉·威斯特摩兰将军称赞这是一次“杰出的胜利”。隔天美國陸軍部的官方報紙《星條旗報》頭條新聞报道：“美軍经过一整天的浴血奋战，消灭128名越共份子。”事實上在1968年3月16日美軍士兵们用枪、手雷、刺刀等对村子里所有的人和动物实施屠殺。BBC新闻如此描述屠杀场景：“成堆的人被聚集到水渠里或者其他地方，然后被美軍用自动武器杀掉。”在村子中央，大约70至80个人的人群，被一個排包围起来，然后指揮官凱利下令将他们全部杀掉，指揮官凱利还从不肯服从命令杀平民的下属手上夺过枪屠杀另外两群人。屠殺後經過統計共有800名無武裝平民（戰後兩國談判後，定為400名）且包括小孩和女人在內被屠殺，而屠殺也被美國軍方和政府掩蓋超過一年後才被揭露。指揮官凱利也只受到了3年軟禁的輕微處罰而已。此外美國在戰爭中使用的橙劑、集束炸彈和地雷造成的遺留問題至今沒有解決，也沒有進行過賠償。
韩国在介入战争之后，也制造了太平村屠殺等事件。
越南人阮氏清2020年向大韩民国提起诉讼，指控韩军海军陆战队第二旅（青龙部队）军人1968年2月在越南广南省奠磐县丰一丰二村屠杀70多名平民致其痛失亲人。一审法院判处韩国政府向原告支付3000.01万韩元和迟延赔偿金。这是韩国法院首次认定韩国政府对屠杀平民的赔偿责任。

### 北越、越共和红色高棉的戰爭罪行

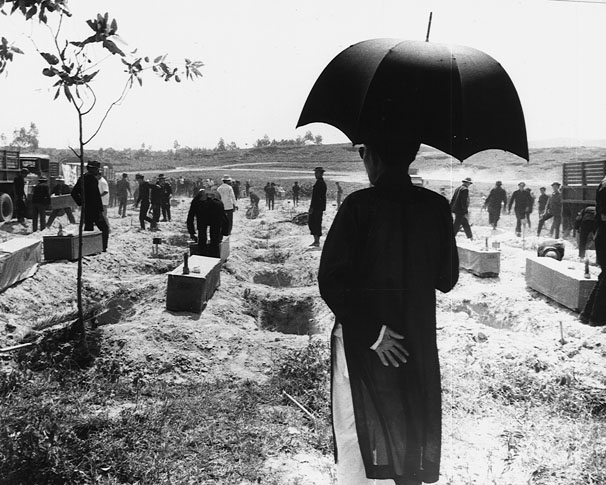
戊申顺化屠杀中的受害者被埋葬

北越和越共在戰爭中使用暗殺的手段針對南越政府和軍隊人員，同時也暗殺美國軍隊指揮官和支持南越政府的平民。前CIA西贡分局局长Peer De Silva回忆最早从1963年起越共就采用剖肠之类分尸手段来进行心理战。Ami Pedahzur写道“越共恐怖主义的规模和致命性比起20世纪最后三分之一当中，除极少数的团体外所有的恐怖分子都有过之无不及。”著名的越共暴行包括在顺化杀死三千名平民，在达山村用机枪和火焰喷射器杀死数百平民。北越军也會折磨美国战俘，如在河内旅馆为了获得美国人的“悔罪”而进行了大量的酷刑。

## 外国参与
1955年，越南劳动党主席胡志明在访问苏联、中華人民共和國期间签署第一批向越南提供财政援助的条约。
2005年4月4日，越南解密战争期间原社会主义阵营国家对越南提供各种援助的相关文献。文件显示，1955年到1962年间，苏联向北越提供的财政援助总额约14亿卢布，并帮助北越建设34个大型工业企业和一系列医疗机构和高等教育机构，重建50个农业项目。越南战争期间，社会主义阵营国家还向北越提供大量物资，共约240万吨。其中，中國大陸援助约160万吨，苏联援助约51万吨，其他国家（阿爾巴尼亞、保加利亚、古巴、捷克斯洛伐克、東德、匈牙利、朝鲜、波兰、罗马尼亚等）共援助约25.4万吨。

### 中华人民共和国

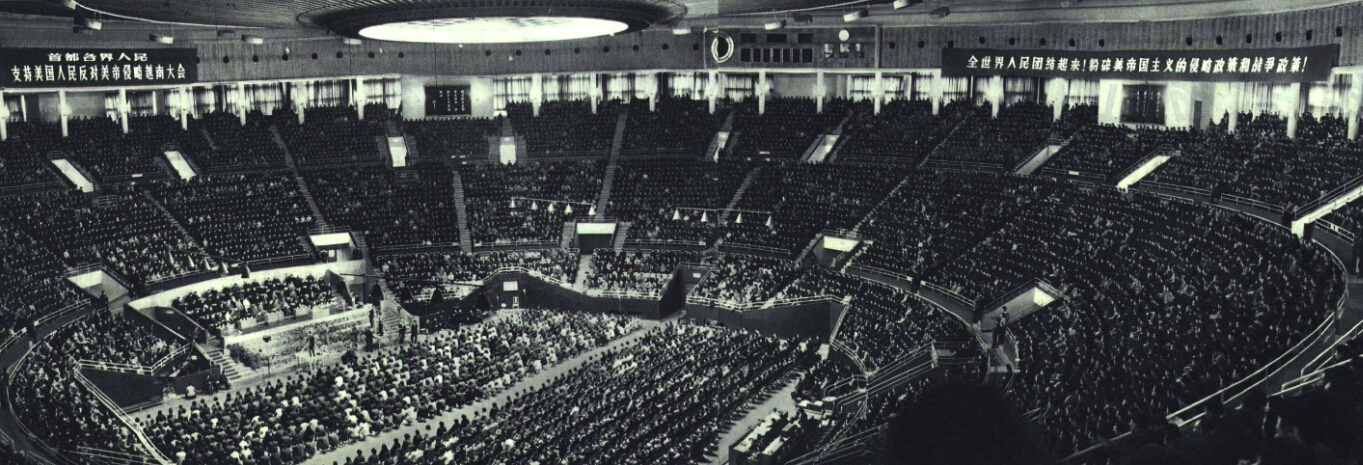
北京各界人民支持越南人民反对美帝侵略越南大会

自1962年中国共产党中央委员会主席毛泽东答应向北越提供九万枝枪、炮开始，中華人民共和国開始介入越战。毛泽东说：“是越南需要的，我们就优先供应。”中華人民共和国援助北越大量坦克、枪、炮，以及各种军需物资，甚至包括北越军的军装都是中華人民共和国方面提供的。此外，中国人民解放军还帮助训练北越军队，传授游击战知识，派遣军事顾问。帮助援建北越大量工业设施和铁路。
自1964年东京湾事件美国开始轰炸北越后，中華人民共和国于1965年春决定向北越派遣铁道兵、工程兵、高射炮兵等部队帮助北越抗击美军轰炸、铁路的抗轰炸抢修保障、建设重要公路、机场、以及红河三角洲及附属海岛的抗登陆紧急战备工程等设施。此举使得北越军队得以腾出手来投入南方作战。1965年4月18日至4月23日，越共總書記黎筍訪問北京，尋求中國幫助防空，後來中國國務院下設立協調援助北越小組，來自21個政府分支機構；根據中方紀錄，由1965年6月至1973年8月，中國向越南派出解放軍部隊32萬，最高鋒時有17萬中國軍隊駐紮越南:235-236。
从1965年到1970年累计32万中国人民解放军士兵被派往北越，巅峰时1967年有17万人。文革中也有数量不详的年轻人自愿越境前往反对美国的最前线参加战斗。
中華人民共和国援越部队及援越工程技术人员等在越共计1433人牺牲（阵亡或病逝、意外事故等）、4200余人负伤。除了陆军炮兵第63师第609团的团长程玉山、团政委李万安、团参谋长王锡森团三人，作为在越牺牲者中职位最高的团职干部，遗体运回中国大陸安葬外，其他1400名牺牲者安葬在越南北部57座烈士陵园（现已合并为40座）。据中華人民共和国驻越南大使馆武官处实地调查后编辑的资料编《中国援越抗战烈士名册》，安葬在上述越南烈士陵园的中華人民共和国籍烈士有1446位；其中，抗法战争时期中華人民共和国军事顾问团工作人员6名，中華人民共和国驻越使馆和新华社工作人员2名，访越艺术团人员8名。

### 苏联
据苏联国防部的统计，从1965年7月到1974年12月31日，苏联总共在越南死亡1,974人，其中军官13人。

### 中華民國
从1967年起中華民國政府秘密派出运输船队支援美国与南越政府。也向南越的蛙人部队（LDMN）派出顾问帮助训练。此外还有数百名中華民國國軍官兵被派出。曾经有三次有中华民国的特种人员向北越渗透时被俘。美軍曾抽調中華民國空軍的48架F-5A戰機移交予南越空軍，並於台中清泉崗基地（號稱東南亞最大的空軍基地，是為了支援B-52進行轟炸而構築）派駐F-4C戰機填補，隸屬美國空軍第18聯隊的44戰機中隊及67戰機中隊。中華民國國防部亦曾規劃以非軍機艦方式，運補各類自造武器裝備予越南，此外，國軍的軍事顧問、電子作戰、軍情專業人員，後勤人員以及特務人員在南越亦十分活躍，但華府為了避免中共以此為口實全面介入越戰，始終不允許中華民國方面以正規方式實施軍事協助。由於後勤支援不能不說緊密，中華民國駐越大使館（當時大使為勦共名將胡璉）以及位於富沛的監聽站亦曾遭受北越武裝攻擊。

### 
除了美軍以外，大韓民國國軍是南越陣營規模最大的外國軍隊。从初期派遣軍醫、跆拳道教官，直至1965年开始派遣青龙旅（海軍陸戰隊第2陸戰旅）、白馬师（陸軍第9師）、猛虎师（大韓民國首都機械化步兵師）等精銳战斗部队赴越参战，截止到1973年共有逾三十万名的韓國士兵参加越战，最多时有將近五万人在越南，近5,000人陣亡。为了支付韩国的军事开支，美国直接提供了10亿美元左右的「援助」，对韓國政府而言這筆錢也因此存在爭議。

## 武器與戰術

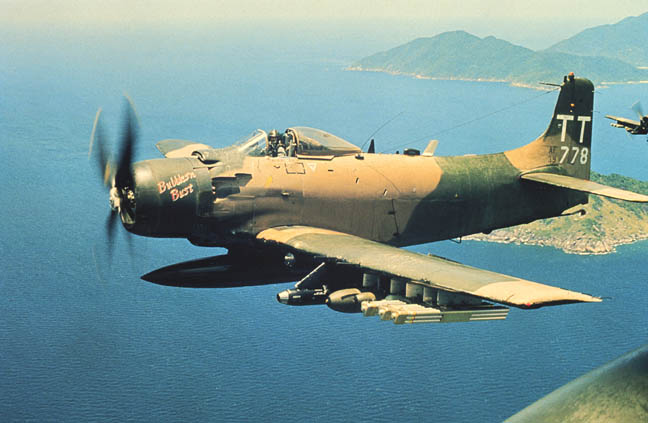
螺旋槳的A-1攻擊機大量運用，低速反而有助密集火力支援

如同中東戰爭，越南戰爭成為冷戰中東西兩方新武器、新戰術的試金石，並且由於美國的直接參戰，對美軍1980、90年代的發展有著極為深遠的影響。

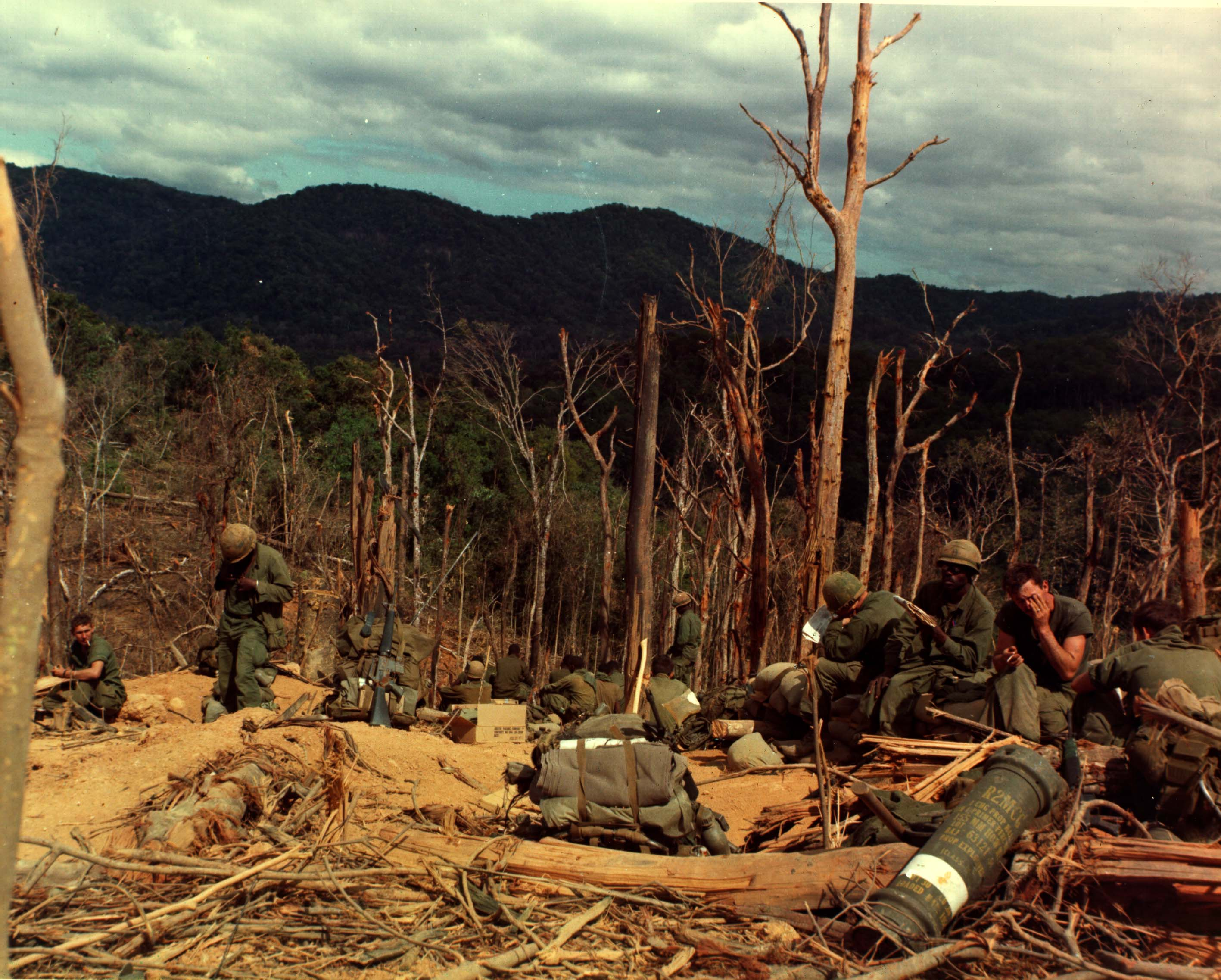
530高地大戰過後

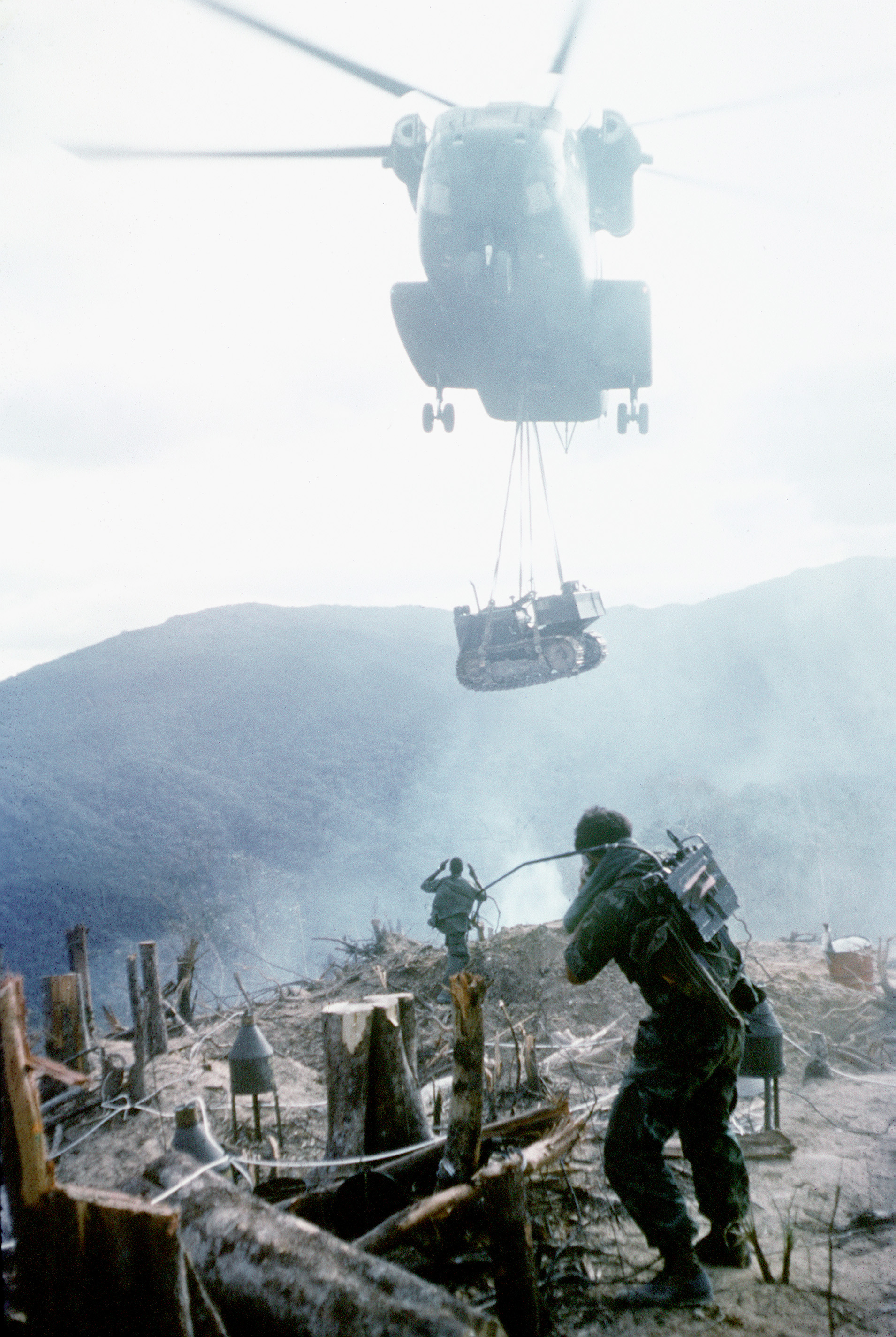
越戰時美軍已經可以用直升機空投輕車輛，形成立體化垂直作戰概念

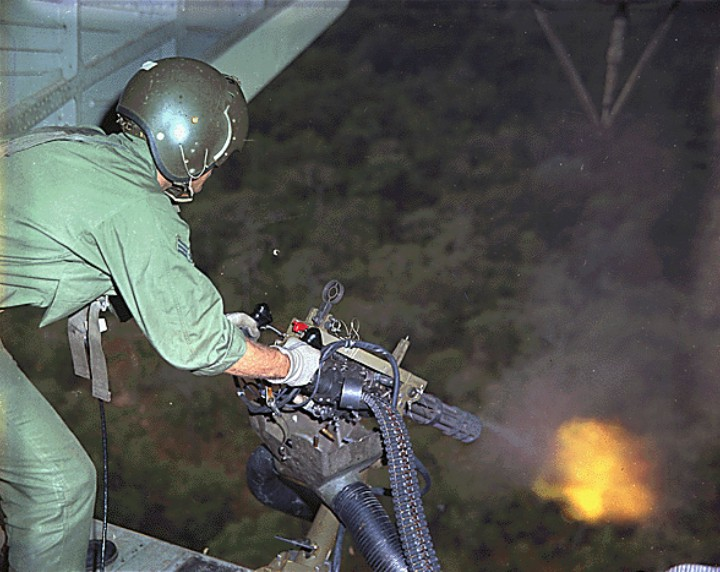
1968年10月17日，一名美國空軍HH-53E直升機機組人員在越南南部進行救援巡邏時向越共發射M134迷你砲機槍

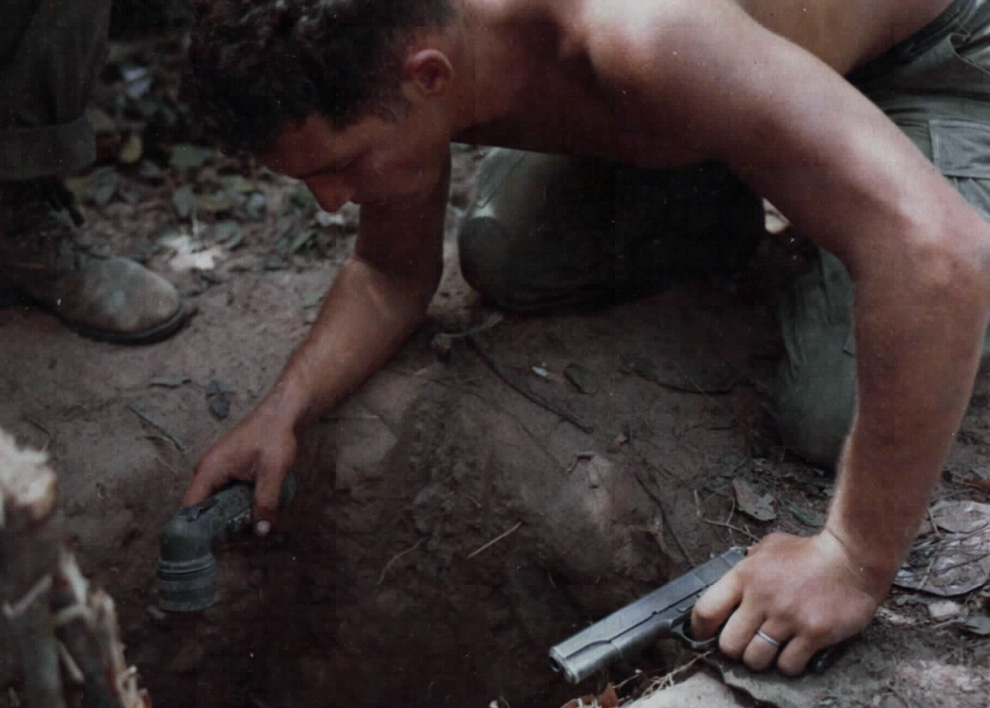
美國陸軍 中士 羅納德·H·佩恩（Ronald H.Payne）帶著手電筒和M1911手槍進入隧道尋找越共（1967年1月24日）

越南戰爭是第一場大量投入直升機進行作戰任務的戰爭；美軍利用直升機快速起降與起降場地需求小的特性，發展出利用直升機快速移動部隊，進行敵後奇襲的空中騎兵戰術，在戰爭期間發揮出相當的效力。此後，美國陸軍及海軍陸戰隊對直升機的倚重進一步增加，直升機空中機動作戰幾乎成為美軍的典型戰術，不過，美軍直升機在越戰後期的損失率節節高升，也顯示出直升機在戰場的脆弱性。
常久以來流行著一種說法，認為越南叢林與農田密布的地型限制美軍裝甲、坦克部隊的運用，而大大削弱美軍在傳統武力上的優勢。此論述再加上1973年贖罪日戰爭中以色列裝甲部隊為阿拉伯國家裝配的俄製反戰車飛彈重創的戰例，成為70年代後風行一時的「戰車無用論」的理論依據。然而在實際上，美軍裝甲部隊在越南的佈屬與活動受到的影響並不如想像中的大，更甚至在某些行動中大規模的使用裝甲部隊作戰（如在1965年掃蕩湄公河三角洲時，就曾大量投入新式的M113裝甲運兵車，對缺乏重武器的當地北越軍造成很大的衝擊），美軍裝甲部隊在越戰期間的缺乏表現在很大程度上導因於交戰對手裝甲兵力上的不足與節制性的運用；直至美軍撤出後，北越軍的裝甲力量才出現長足的成長，不但在越戰末期與南越軍發生過大規模的坦克對戰，同時也在1975年最後的攻勢中發揮舉足輕重的角色。
越南上空的空戰也對美軍戰機發展帶來影響，美國海空軍在質、量上均優於對手北越空軍，但在戰爭的頭幾年間卻無法在空戰中取得優勢，甚至付出近乎一比一的難堪交換比。美軍戰鬥機部隊的拙劣表現之原因在於，作為海空軍主力的早期型F-4幽靈式戰鬥機因為當時流行的武裝全飛彈化概念而未裝置機炮，而當時飛彈的準確性又難以保證，導致美軍飛行員時常出現飛彈失靈或脫靶後無法還手的窘境，而美國飛行員教育因全飛彈概念而輕視纏鬥，編隊戰術上也較為僵化，結果使重型的美軍戰機在面對北越相對輕巧的戰機時陷入苦戰。在付出慘重的代價後，美軍開始在F-4E以後的各型戰機上重新加裝機砲、加強飛行員的纏鬥訓練及獲得可靠性較高的空對空飛彈後，美國戰鬥機部隊才得以奪回越南空戰的優勢，將敵我交換比拉大到一比三。此外，北越空軍輕型戰機在戰役期間的活躍表現，讓美軍出現名為战斗机黑手黨的戰術、設計概念，從而催生出F-16戰隼式戰機。
東西方的輕兵器代表AK-47和M16也在越戰中被廣泛投入(至今其衍生型仍繼續在各國部隊中服役)，自動武器的參戰使單兵火力被提升到二戰時期的數倍─這對廣泛以小股部隊甚至單兵進行游擊、騷擾戰術的北越方面帶來的優勢尤其明顯。美國陸軍及海軍陸戰隊（主要是步兵）在越南被投入一場沒有決定性的正規會戰、由大量的小部隊交戰與搜索構成的「非正規」戰役，而這種戰爭模式中所需求的戰技（諸如偵搜、班─排級的戰鬥教範、叢林－住民地戰鬥）多是過去美軍所忽略的。同時，美軍當時大量徵招大專學生擔任尉官的制度，也產生大量不適任的基層幹部；越戰的教訓無疑使戰後的美軍更重視相關的訓練（其中尤以特種部隊作戰方面獲得長足之發展）。此外，防彈衣也首度在越戰期間被美軍大量發配作为單兵防護裝備。
美军特种部队之中，绿扁帽部队主要是训练盟国正规军和教导非正规作战游击战。1961年起，美军特种部队才正式升格为正式编队，但这时的美军特种部队还称不上是精英部队，而真正将特种部队升级为反恐作战部队的高手，是三角洲部队的创始人查尔斯·埃文·贝克维兹。1965年，贝克维兹担任驻扎在芽庄B52混合特种部队的指挥官时，他活用在英国特种空勤团的经历，大大地提高了特种部队的招募和训练门槛，同时他推荐名为「Delta」的战术计划；让侦查队潜伏敌阵，当发现敌军的据点后，将获得的情报发给美军空中机动部队摧毁敌方据点，这是「Search and Destroy（搜索与摧毁）」的战术先驱。后来这项战术也让美军衍生出三角洲计划（Project Delta），成立闻名的三角洲部队。贝克维兹在越南时，致力提升B52混合特种部队的独力作战能力，对美军的特种部队的作战形式产生重大影响。
「Delta计划」另一个作用其实是美军用来对外伪装的名称，真正的工作是和南越特殊部队协同执行侦察任务。不过，由于美军和南越军在协同上产生相当多的分歧，后来改为和美军成立的山区游击队合作，成员由4名美军和6名游击队成员组成，游击队会穿着越共服装，负责长期渗透敌区、提供情报和担当美军主力部队耳目的侦察任务。因为「Delta计划」的成效，美军也衍生出各项应对特种作战的计划，美军步兵师也纷纷组织专属的侦察队，并沿用贝克维兹的训练方式，训练自身的长距离侦察部队的成员。至今美军特种部队的作战形式都离不开贝克维兹的训练知识。
创伤后压力心理障碍症（PTSD）也因為越戰返國軍人所出現的問題而廣為大眾所知，因而促進日後對戰爭心理學的研究與發展。

### 化学污染

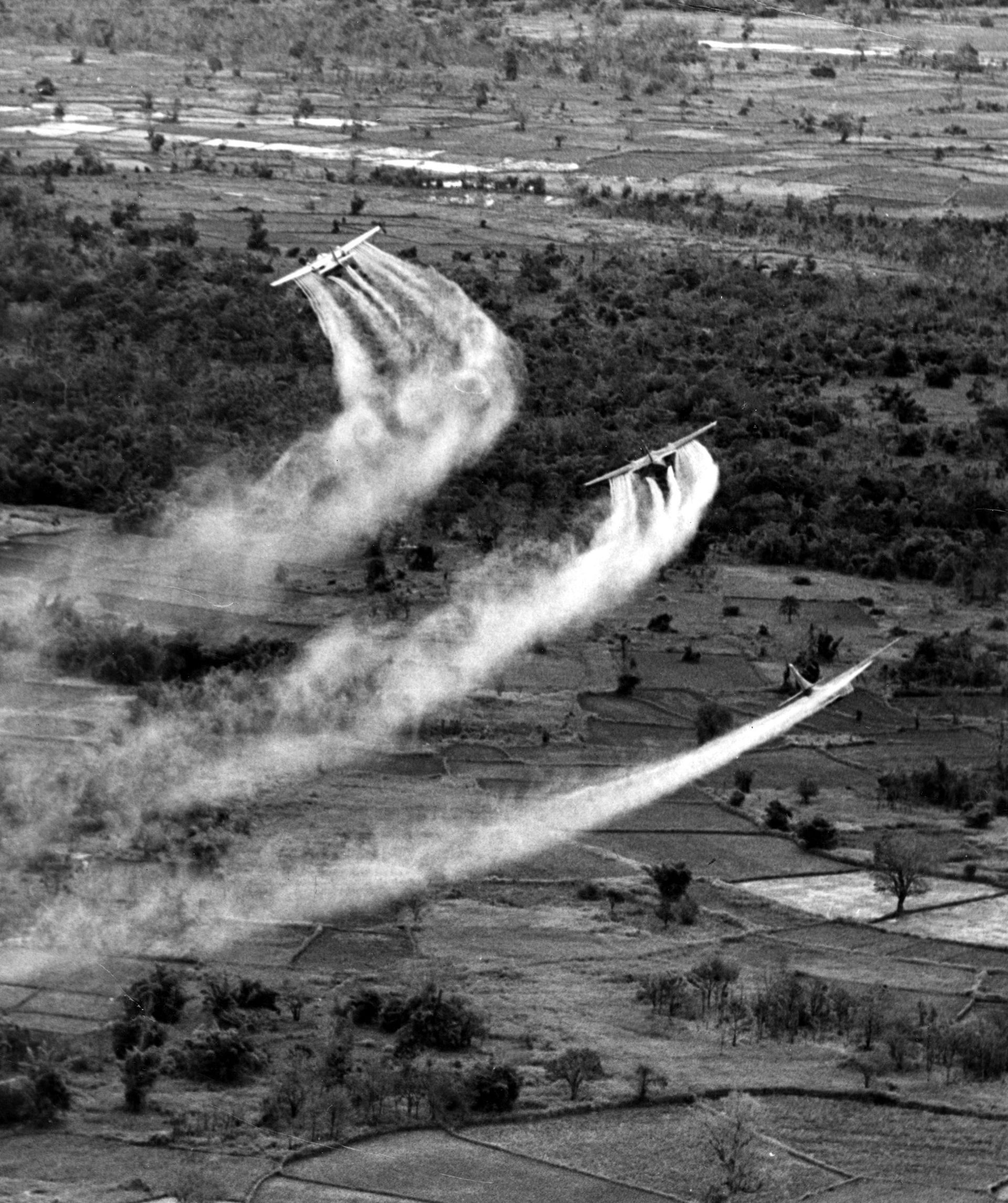
數架美軍C-123運輸機正在越南上空噴灑橙劑

为打击越共部队，美军喷洒落叶剂来破坏赖以隐蔽的丛林。所使用的有粉剂、绿剂、紫剂、蓝剂、白剂，以及最主要使用的橙剂。美軍噴灑的橙劑，由孟山都和陶氏化學公司製造。其主要成份是以比率1比1混合的兩種化學物質，其中一種為2,4,5-三氯苯氧乙酸（2,4,5-T）、另一種為2,4-二氯苯氧乙酸（2,4-D）。而於生產過程中，一些化學反應的污染物，形成更加致癌的雜質戴奧辛——四氯雙苯環戴奧辛（2,3,7,8-Tetrachlorodibenzodioxin, TCDD）。四氯雙苯環戴奧辛屬於第一類致癌物質。一些化學反應的污染物。 
1976年12月10日聯合國大會通過，禁止為軍事或任何其他敵對目的使用改變環境的技術的公約《禁用改變環境技術公約》，該公約禁止「任何技術用於改變地球的生物群體」的組成或結構，嚴格限制落葉劑的大量使用。
美國國家毒物計劃（NTP, National Toxicology Program）已經將四氯雙苯環戴奧辛分類為「已知人類致癌物」，經常與軟組織肉瘤、非霍奇金淋巴瘤、霍奇金淋巴瘤和慢性淋巴細胞白血病等相關。 
2006年的一则报道称，约有400万越南人受到美国政府造成的化学污染的危害，在越南南部某些地区污染物的含量甚至达到安全标准的10倍。

### 通訊

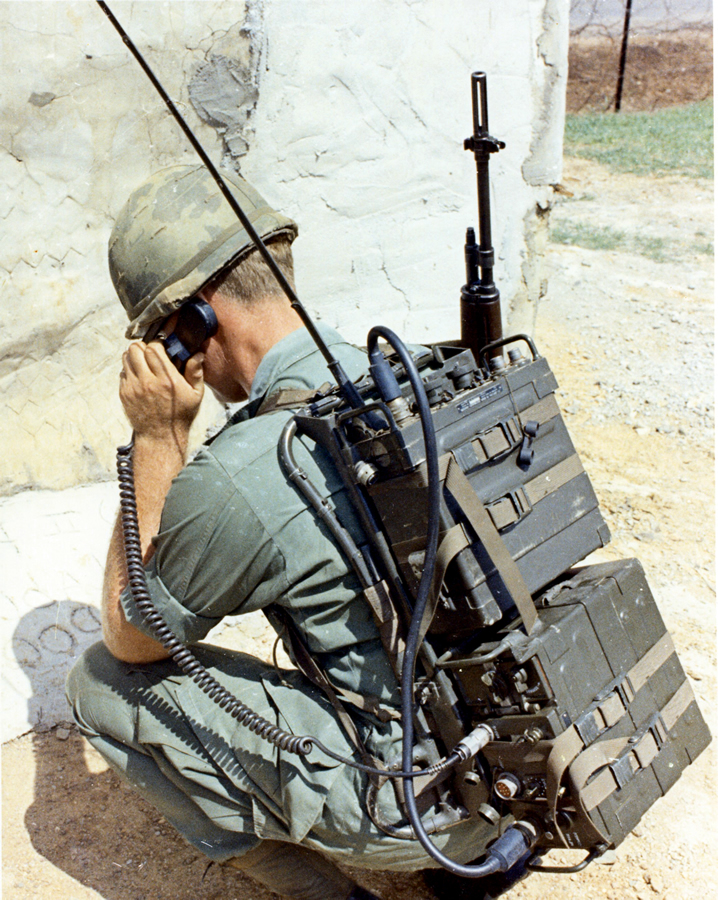
士兵使用AN/PRC-77無線電收發器和KY-38安全語音加密器，為NESTOR系統的一部分

## 后果及餘波

### 越南
1976年7月2日，北越正式将南越合并。之后100－250万南越公民被送进劳改营，估计有165,000名犯人死亡。還有100,000到200,000南越公民被处决。据R.J. Rummel估计，在被赶到“新经济区”从事艰苦劳动的一百万南越公民中有五万人死于苦役。据联合国难民署数字，有20万到40万越南船民死于逃亡的海上。
越南在这场20年的战争中付出巨大的代价。包括法越战争在内的战争造成500万平民的死亡。到1975年越战结束时，战争给南越留下一片满目疮夷的土地和88万孤儿，100万寡妇，20万残疾人，20万妓女及地雷區。但这还不是苦难的终结，越南又先后与柬埔寨、中華人民共和國发生战争。长期的战争以及与西方世界的隔绝导致经济崩溃，及惡性的通货膨胀；1970年代后期，超过150万越南难民乘小船逃离越南，其中滯留香港的大量越籍難民在之後形成船民處置問題。1991年苏联解体后，中越关系改善和越南开始革新开放才使得越南经济发展回归正轨。

### 美国
越战是美国歷史上持续时间最长的战争。十多年的越戰，美國耗費至少二千五百億美元。美国在越南战争中的失败不仅体现在军事上，还体现在政治上美国对于冷战策略上的重大失误，最终使得社会主义阵营北越统一了越南全境。越战极大的改变冷战的态势，美国由冷战中的强势一方变为弱势，进入苏攻美守阶段（此情況直到1980年代才因里根總統的振興政策及蘇聯經濟惡化而改變）。面对苏联咄咄逼人的进攻，美国轉而积极與中華人民共和國合作，促成中美关系解冻，且冷战形式逐渐变为中美联手对抗苏联。越战加剧美国国内的种族及民权问题，反戰運動使国家极度撕裂，给美国人民造成巨大的精神创伤。美国和越南两国在越战结束20年后的1995年才重新建立外交关系。
由於MDMA類型的同感藥物及大麻在美國青年中廣泛使用，間接引起反戰嘻皮文化。加上越戰中有大量美軍使用海洛因來逃避戰爭壓力，促使美國政府加強毒品戰爭；而媒體擴大宣傳反戰聲浪施壓美國政府，也使得美國政府開始控制媒體。

### 柬埔寨
柬埔寨战前的西哈努克政府一直在各方之间努力维持自己脆弱的独立地位。朗诺的政变和美军干预把柬埔寨彻底的卷入战争。波尔布特领导的柬埔寨共產黨趁机获得政权，建立民主柬埔寨。波尔布特推行极左獨裁统治，柬埔寨发生巨大的政治和经济危机。一百余万平民死于该时期，其中包括越南侨民。波尔布特政权的人口灭绝政策不仅造成地区动荡，而且也严重威胁刚刚统一的越南政府的国内安全。应流亡越南的前红色高棉反对派的邀请，越南出兵柬埔寨并将波尔布特驱逐出城市，并着手扶植韩桑林建立柬埔寨人民共和国政权。柬埔寨共產黨解散后，重组的红色高棉则继续在农村对新政府发动遊擊战争，直到1998年12月红色高棉才向柬埔寨政府投降。

### 中华人民共和国
中華人民共和国是北越最主要的支持者和援助者。出于地缘政治的考虑，也加上意識形態的因素，以及中華人民共和国为了和苏联争夺社会主义阵营领导权，中華人民共和國给予越南超过二百亿美元的援助，客观上加剧中国大陸经济的负担。越战使得美国总统尼克松在未建立外交的情况下第一次访华，并被大多数国家所接受。为今后中国大陸的改革开放创造先决条件。然而越战结束后，统一的越南并未成为中華人民共和國可靠的盟友。出于担心国家利益受到柬埔寨极端政治势力和中華人民共和国的损害，越南倒向苏联。在1979年，因为越南入侵柬埔寨、开始迫害华侨、并与中華人民共和国发生边境冲突，导致中華人民共和国出兵越南引发中越战争。在1991年苏联解体之后，中越两国关系正常化，越南开始实施有利于双边人民的经济改革。

### 泰國
越南战争影响泰国深遠，美國對泰國大量經濟的援助，使成千上万的人变得依靠美国来生活，带来城市的繁荣，但亦帶來更加广泛的腐败，以及在旅馆和夜总会酒吧、碧武里新路或乌隆按摩厅里产生的商业罪恶。这个短暂时期，城市和经济服务吸引许多农民，甚至改变农民的社会地位，同时越战也有助于军政府的精英和华裔商业精英之间在社会和经济上相互依存的关系。
直到六十年代初，只有少数泰国精英才能完全接触到西方的文化、思想、价值观与时尚潮流。但越战带来外面世界与大量人口前所未有的面对面接触，加速教育与大众媒体的扩张。

### 
由於當時的韓國是其主要的參戰國，參與戰爭帶來一筆不算小的收益。如同當年因韓戰而成長的日本經濟，越战讓原本因韓戰而衰落的韓國經濟得以開始發展下去。

### 英屬香港
1975年西貢解放後，越南人民不斷乘船赴港，聯合國在同期推行第一收容港政策，指定香港須首先接收越南難民（港府稱越南船民）。1978年匯豐號事件後，香港政府在香港多處地方設立越南難民營，大型難民營包括望后石及深水埗軍營（今西九龍中心），此後不斷有越南人偷渡來港，港英當局與越南交涉，並遣返越南難民直至2000年望后石難民營關閉為止。
由於越南難民背景不同，香港政府懵然不知而讓北越及南越難民在同一難民營內生活，親共的北越人和反共的南越人曾多次在難民營內進行打鬥，更試過出動駐港英軍鎮壓。由於有部分難民營設置在居民區附近，香港人對經常生事的越南難民反感，越南人在香港的形象十分低落。至今聯合國難民專員公署仍拖欠港府的越南難民處理經費。
膾炙人口的「北漏洞拉」廣播亦是越南難民潮的產物，當時香港政府為防止更多越南人來港，實施甄別政策以減少越南難民對香港的負擔。直到今天，因為越南難民問題，香港仍然對越南人實施嚴格的出入境管制，包括禁止他們參與專才計劃。

## 以越战为背景的作品
越战不仅对于世界政治造成巨大的影响，也对世界文化形成一阵冲击波。在越战结束后的1960年代开始一直到21世纪初，以越战为背景的作品层出不穷。

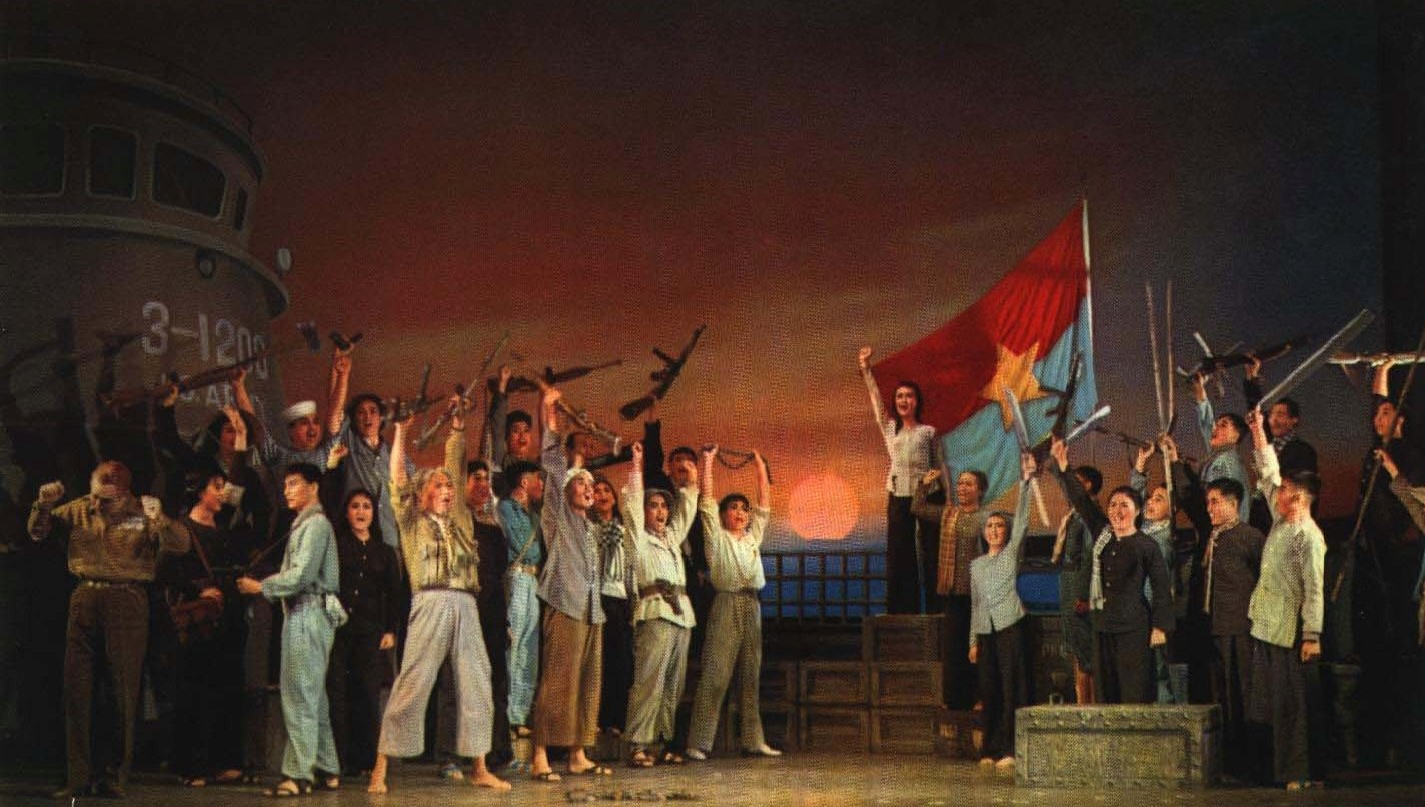
1965年在中國大陸演出的話劇「南方來信」

### 電影
- 《越南大戰（英语：The Green Berets (film)）》 Green Berets（1968年）
- 《戰場正常不正常（德语：o.k. (Film)）》o.k.（1970年）
- 《請把這裡當作家鄉》 Xin nhận nơi này làm quê hương（1970年）
- 《無面情人》 Người tình không chân dung（1971年）
- 《紫色地平線》 Chân trời tím（1971年）
-  The Deer Hunter（1978年，奥斯卡金像獎最佳影片）
- 《现代启示录》 Apocalypse Now（1979年，坎城影展金棕榈奖）
- 《第一滴血》 First Blood（1982年）
- 《第一滴血續集》 Rambo: First Blood Part II（1985年）
- 《前進高棉》 Platoon（1986年，奥斯卡金像獎最佳影片）
- 《漢堡高地》 Hamburger Hill （1987年）
- Full Metal Jacket （1987年）
- 《早安越南》 Good morning, Vietnam（1987年）
- 《東方禿鷹》（1987年）
- 《野狼呼叫21》Bat*21（1988年）
- 《西貢小姐》 Miss Saigon （1989年）
- 《生於七月四日》 Born on the Fourth of July（1989年）
- 《越戰創傷（英语：Casualties of War）》 Casualties of War（1989年）
- 《蒼白戰爭》하얀 전쟁（1992年）
-  Universal Solider（1992年）
- 《天與地》 Heaven & Earth（1993年）
- 《阿甘正传》 Forrest Gump（1994年，奥斯卡金像獎最佳影片）
-  We were soldiers（2002年）
- 《R高地（朝鲜语：알포인트）》 알포인트（2004年）
- 《解放西貢》 Giải phóng Sài Gòn（2005）
- 《重见天日》 Rescue Dawn（2006年）
- 《戀愛心曲》 Acrosss the universe（2007年）
- 《開麥拉驚魂》 Tropic Thunder（2008年）
- 《郵報：密戰》 The Post（2017年）
- 《108悍將》 Danger Close（2019年）
- 《誓血五人組》 Da 5 Bloods（2020年）
- 《在前線乾杯（英语：The Greatest Beer Run Ever）》The Greatest Beer Run Ever（2022年）
- 《火線埋伏（英语：Ambush (2023 film)）》 Ambush（2023年）

### 電視劇
- 《誓不低頭》香港電視劇（1988年）
- 《遙遠的松巴江》韓國電視劇（1993年）

### 漫畫作品
- 《越戰狂想曲》 Cat Shit One
- 《奠邊府戰歌（日语：ディエンビエンフー (漫画)）》 ディエンビエンフー
- 《刃牙》 BAKI
- 《青年黑傑克》 ヤング ブラック・ジャック
- 《血戰》 BLOOD+
- 《企業傭兵》 BLACK LAGOON

### 电玩作品
- 《人民解放陣線》 Vietcong
- 《戰地風雲：越南》 Battlefield Vietnam （2004年）
- 《戰地風雲：惡名昭彰2 - 再戰越南》（DLC）
- 《風起雲湧2：越南（英语：Rising Storm 2: Vietnam）》
- 《極地戰嚎5：黑暗時刻》 （DLC）
- 《決勝時刻：黑色行動冷戰》

### 小說
- 《西貢之戀》，李慶榮

### 話劇
- 南方來信（1965年）

### 引用
1. ↑  . Department of Defense (DoD). （原始内容存档于2013-10-20）.
2. ↑  Lawrence, A.T. . McFarland. 2009. ISBN 978-0-7864-4517-2.
3. ↑  Olson & Roberts 2008，第67頁.
4. ↑  . . Boston: Beacon Press. 1971. Section 3, pp. 314–346  [2021-07-10]. （原始内容存档于2017-10-19） –International Relations Department, Mount Holyoke College.
5. ↑  Moise, Edwin E. . Univ of North Carolina Press. 1996: 3–4  [2021-07-05]. ISBN 978-0-8078-2300-2. （原始内容存档于2022-07-17） （英语）.
6. ↑   (PDF). University of Malaya Student Repository: 72.   [2015-10-17]. （原始内容 (PDF)存档于2019-11-24）.
7. ↑   (PDF). Institute of Diplomacy and Foreign Relations (IDFR), Ministry of Foreign Affairs (Malaysia). 2008: 31  [2015-10-17]. ISBN 978-983-2220-26-8. （原始内容 (PDF)存档于2015-10-16）. The Tunku had been personally responsible for Malaya's partisan support of the South Vietnamese regime in its fight against the Vietcong and, in reply to a Parliamentary question on 6 February 1962, he had listed all the used weapons and equipment of the Royal Malaya Police given to Saigon. These included a total of 45,707 single-barrel shotguns, 611 armoured cars and smaller numbers of carbines and pistols. Writing in 1975, he revealed that "we had clandestinely been giving 'aid' to Vietnam since early 1958. Published American archival sources now reveal that the actual Malaysian contributions to the war effort in Vietnam included the following: "over 5,000 Vietnamese officers trained in Malaysia; training of 150 U.S. soldiers in handling Tracker Dogs; a rather impressive list of military equipment and weapons given to Viet-Nam after the end of the Malaysian insurgency (for example, 641 armored personnel carriers, 56,000 shotguns); and a creditable amount of civil assistance (transportation equipment, cholera vaccine, and flood relief)". It is undeniable that the Government's policy of supporting the South Vietnamese regime with arms, equipment and training was regarded by some quarters, especially the Opposition parties, as a form of interfering in the internal affairs of that country and the Tunku's valiant efforts to defend it were not convincing enough, from a purely foreign policy standpoint.
8. ↑  Guan, Ang Cheng. . Journal of Southeast Asian Studies. 2009-04-29, 40 (2): 353–384  [2022-04-23]. ISSN 0022-4634. doi:10.1017/S0022463409000186. （原始内容存档于2018-06-17）.
9. ↑  Blang, Eugenie M. . German Studies Review. May 2004, 27 (2): 341–360  [2022-04-23]. doi:10.2307/1433086. （原始内容存档于2022-07-17）.
10. ↑  Marin, Paloma. . El Pais (Madrid). 2012-04-09  [2021-04-23]. （原始内容存档于2022-07-17）.
11. ↑  Daum, Andreas W.; Gardner, Lloyd C.; Mausbach, Wilfried. . Cambridge: Cambridge University Press. 2013-07-14: 259–278  [2022-05-14]. ISBN 978-0521008761. （原始内容存档于2022-07-17）.
12. ↑  Young, J. W. . Cold War History. 2002, 2 (3): 63–92  [2022-05-12]. doi:10.1080/713999965. （原始内容存档于2022-07-17）.
13. ↑  Varsori, A. . Cold War History. 2003, 3 (2): 83–112  [2022-05-13]. doi:10.1080/713999980. （原始内容存档于2022-07-17）.
14. ↑  Hupchick, Dennis P. . New York: Palgrave. 2002. ISBN 978-0-312-29913-2. OCLC 54360177.
15. ↑  The Cuban Military Under Castro, 1989. Page 76
16. ↑  Cuba in the World, 1979. Page 66
17. ↑  . Svet.czsk.net.   [2014-02-24]. （原始内容存档于2016-04-19）.
18. ↑  . E-polis.cz.   [2014-02-24]. （原始内容存档于2014-10-14）.
19. ↑  . Library of Congress. 1992  [2020-09-19]. （原始内容存档于2012-12-05）. Throughout the 1960s and 1970s, Bulgaria gave official military support to many national liberation causes, most notably in the Democratic Republic of Vietnam, (North Vietnam)... |volume=被忽略 (帮助)
20. ↑  Logevall, Fredrik. . Diplomatic History. 1993, 17 (3): 421–445  [2021-07-29]. （原始内容存档于2022-05-31）.
21. ↑  Le Gro, p. 28.
22. 1 2 3 4 5 6  Tucker, Spencer C. . ABC-CLIO. 2011  [2021-07-05]. ISBN 978-1-85109-960-3. （原始内容存档于2020-05-18）.
23. ↑  Pike, John. . www.globalsecurity.org.   [2021-07-05]. （原始内容存档于2017-01-21）.
24. ↑  . Osprey Publishing. 1965-03-08  [2011-04-29].
25. ↑  .   [2016-08-02]. （原始内容存档于2016-08-02）., accessed 7 November 2017
26. ↑  Pike, John. . Globalsecurity.org.   [2021-07-05]. （原始内容存档于2017-09-04）.
27. ↑  Moïse, Edwin. . The Scarecrow Press. 2005  [2021-07-10]. ISBN 978-1-4617-1903-8. （原始内容存档于2022-07-17）.
28. ↑  Military History Institute of Vietnam 2002，第182頁. "By the end of 1966 the total strength of our armed forces was 690,000 soldiers."
29. ↑  . Toledo Blade. Reuters. 1989-05-16  [2013-12-24]. （原始内容存档于2020-07-02）.
30. ↑  Roy, Denny. . Rowman & Littlefield. 1998: 27. ISBN 978-0-8476-9013-8.
31. 1 2  Womack, Brantly. . 2006: 179  [2020-09-18]. ISBN 978-0-521-61834-2. （原始内容存档于2022-07-17）.
32. ↑  .   [2019-11-01]. （原始内容存档于2016-03-07）.
33. ↑  O'Ballance, Edgar. . Presidio. 1982: 171  [2021-07-05]. ISBN 978-0-89141-133-8. （原始内容存档于2022-07-17）.
34. ↑  Pham Thi Thu Thuy. . NK News. 2013-08-01  [2016-10-03]. （原始内容存档于2020-01-16）.
35. ↑  . 2018-02-11  [2022-10-06]. （原始内容存档于2022-11-17） （美国英语）.
36. 1 2 3  Hirschman, Charles; Preston, Samuel; Vu, Manh Loi. . Population and Development Review. December 1995, 21 (4): 783  [2021-07-05]. JSTOR 2137774. doi:10.2307/2137774. （原始内容 (PDF)存档于2019-06-26）.
37. 1 2 3  Lewy, Guenter. . Oxford University Press. 1978. ISBN 978-0-19-987423-1.
38. ↑  Thayer, Thomas C. . Westview Press. 1985. ISBN 978-0-8133-7132-0.
39. ↑  Clarke, Jeffrey J. . Center of Military History, United States Army. 1988. The Army of the Republic of Vietnam suffered 254,256 recorded combat deaths between 1960 and 1974, with the highest number of recorded deaths being in 1972, with 39,587 combat deaths
40. ↑  Rummel, R.J, , Freedom, Democracy, Peace; Power, Democide, and War, University of Hawaii System, 1997  [2012-08-02], （原始内容 (GIF)存档于2017-02-01）
41. ↑   (PDF). Rand.org.   [2021-04-11]. （原始内容 (PDF)存档于2022-07-20）.
42. ↑  Vietnam Veterans Memorial Fund.  (新闻稿). 2021-05-04  [2021-07-05]. （原始内容存档于2022-07-17）.
43. ↑  , 2016-08-15  [2020-07-29], （原始内容存档于2020-05-26）
44. ↑  "Vietnam War U.S. Military Fatal Casualty Statistics: HOSTILE OR NON-HOSTILE DEATH INDICATOR." （页面存档备份，存于） U.S. National Archives. 29 April 2008. Accessed 13 July 2019.
45. ↑  T. Lomperis, From People's War to People's Rule (1996)
46. ↑  . Australian War Memorial.   [2013-06-29]. （原始内容存档于2017-05-25）.
47. ↑  . New Zealand and the Vietnam War. 1965-07-16  [2013-06-29]. （原始内容存档于2013-07-26）.
48. ↑  . 2013-10-02  [2017-06-10]. （原始内容存档于2017-06-09）.
49. ↑  . The New York Times. 1964  [2022-02-20]. （原始内容存档于2022-07-17）.
50. ↑  . History.army.mil.   [2014-02-24]. （原始内容存档于2013-10-29）.
51. ↑  . PBS.   [2012-09-11]. （原始内容存档于2010-06-20）.
52. ↑  . Datafile.chinhsachquandoi.gov.vn.   [2021-04-11]. （原始内容存档于2017-10-19）.
53. ↑   [The work of searching and collecting the remains of martyrs from now to 2020 and the next]. Ministry of Defence, Government of Vietnam.   [2018-06-11]. （原始内容存档于2018-12-17） （越南语）.
54. ↑  Hastings, Max. . Harper Collins. 2018. ISBN 978-0-06-240567-8.
55. ↑  Joseph Babcock. . Pulitzer Centre. 2018-12-23  [2021-06-28]. （原始内容存档于2022-07-17）.
56. ↑  James F. Dunnigan; Albert A. Nofi. . Macmillan. 2000  [2021-07-05]. ISBN 978-0-312-25282-3. （原始内容存档于2017-04-25）.
57. ↑  . BBC News Online. 2000-03-31  [2015-10-18]. （原始内容存档于2020-06-05）.
58. 1 2  Shenon, Philip. . The New York Times. 1995-04-23  [2011-02-24]. （原始内容存档于2018-06-12）. The Vietnamese government officially claimed a rough estimate of 2 million civilian deaths, but it did not divide these deaths between those of North and South Vietnam.
59. ↑  . 2008-04-23  [2013-01-05]. （原始内容存档于2018-06-12）. From 1955 to 2002, data from the surveys indicated an estimated 5.4 million violent war deaths ... 3.8 million in Vietnam
60. ↑  Heuveline, Patrick. . . National Academies Press. 2001: 102–04, 120, 124. ISBN 978-0-309-07334-9. As best as can now be estimated, over two million Cambodians died during the 1970s because of the political events of the decade, the vast majority of them during the mere four years of the 'Khmer Rouge' regime. ... Subsequent reevaluations of the demographic data situated the death toll for the [civil war] in the order of 300,000 or less.
61. ↑  Sliwinski, Marek.  [The Khmer Rouge genocide: A demographic analysis]. L'Harmattan. 1995: 42–43, 48. ISBN 978-2-7384-3525-5.
62. ↑  Banister, Judith; Johnson, E. Paige. . Yale University Southeast Asia Studies. 1993: 97. ISBN 978-0-938692-49-2. An estimated 275,000 excess deaths. We have modeled the highest mortality that we can justify for the early 1970s.
63. ↑  越戰 - 翰林雲端學院
64. 1 2  《中国大百科全书》总编委会 (编). . 中国大百科全书出版社. 2009. ISBN 9787500079583.
65. 1 2  越南战争 [DB/OL] [2024] // 陈至立．辞海. 7版网络版．上海：上海辞书出版社, 2020.
66. ↑  https://eshistory.tjnu.edu.cn/info/1422/5173.htm （页面存档备份，存于）.
67. ↑  .   [2024-11-08]. （原始内容存档于2024-06-20） （越南语）.
68. 1 2 3 4  Ba mươi năm gọi tên gì cho cuộc chiến （页面存档备份，存于） BBC Tiếng Việt 6-9-2007
69. ↑  辞海编辑委员会 (编). . 上海辞书出版社. 1989. ISBN 978-7-5326-0083-0.
70. ↑  阮连项. . 陈亦亭 翻译. 纽约时报中文网. 2012年9月3日  [2012年9月3日]. （原始内容存档于2012年9月6日）.
71. ↑  Dwight D. Eisenhower. Mandate for Change. Garden City, NJ. Doubleday & Company，1963年，第372页
72. ↑  .   [2007-08-25]. （原始内容存档于2007-08-14）.
73. 1 2  《越战机密-美军的特种任务》
74. ↑  1963年8月29日 （页面存档备份，存于） 人民網
75. ↑  .   [2014-06-09]. （原始内容存档于2014-07-14）.
76. ↑  曾勋编写. . 长春：吉林出版集团有限责任公司. 2011.03: 14–16. ISBN 978-7-5463-2650-4.
77. ↑  钟声编写. . 长春：吉林出版集团有限责任公司. 2011.03: 93. ISBN 978-7-5463-2649-8.
78. ↑  中共中央文献研究室编. . 中国文献出版社. 2011.06: 126–128.
79. ↑  中共中央党史研究室著. . 中共党史出版社；党建读物出版社. 2016.06: 542. ISBN 978-7-5098-3741-2.
80. ↑  （英文）
81. 1 2 3 4  .   [2013-08-28]. （原始内容存档于2013-10-22）.
82. ↑  Vietnam Democide : Estimates, Sources, Calculations （页面存档备份，存于） in Freedom, Democracy, Peace; Power, Democide, and War （页面存档备份，存于）, University of Hawaii.
83. ↑  . Pbs.org.   [2011-10-31]. （原始内容存档于2010-06-20）.
84. ↑  . Britannica.com.   [2011-10-31]. （原始内容存档于2011-11-11）.
85. 1 2   (PDF).   [2010-09-14]. （原始内容存档 (PDF)于2013-10-29）.
86. 1 2  .   [2015-10-27]. （原始内容存档于2018-06-25）.
87. ↑  3114 월남전 주월한국군의 한월공존전략 (2008free)[]
88. ↑  ベトナム・ソンミ村大量虐殺事件を振り返る （页面存档备份，存于） ヒューライツ大阪
89. ↑  『私の村は地獄になった』 （页面存档备份，存于）Newsweek日本版 2000年4月12日号 P.24
90. ↑  . 韩联社.   [2023-02-08]. （原始内容存档于2023-06-05）.
91. ↑  De Silva, Peer. . New York: Time Books. 1978: 249. ISBN 0-8129-0745-0.
92. ↑  Pedahzur, Ami (2006), Root Causes of Suicide Terrorism: The Globalization of Martyrdom, Taylor & Francis, p.116.
93. ↑  Pike, Douglas. . Presidio. 1996.
94. ↑  Karnow 1997，第655頁.
95. ↑  傅高义著，冯克利译，香港中文大學出版社編輯部譯校. . 香港: 中文大學出版社. 2012. ISBN 978-962-996-498-6.
96. 1 2 3  Moïse 1996，第3–4頁
97. ↑  高智陽. . 全球防衛誌 265 期. 2006. （原始内容存档于2012-10-10）.
98. ↑   (PDF).   [2010-07-11]. （原始内容 (PDF)存档于2011-07-22）.
99. ↑  .   [2010-12-20]. （原始内容存档于2010-11-28）.
100. ↑  Robbers, Gerhard. . Infobase Publishing. 2007-01-30: 1021  [2011-07-01]. ISBN 978-0-8160-6078-8.
101. 1 2 3  Desbarats, Jacqueline.  "Repression in the Socialist Republic of Vietnam: Executions and Population Relocation", from The Vietnam Debate (1990) by John Morton Moore.  "We know now from a 1985 statement by Nguyen Co Tach that two and a half million, rather than one million, people went through reeducation....in fact, possibly more than 100,000 Vietnamese people were victims of extrajudicial executions in the last ten years....it is likely that, overall, at least one million Vietnamese were the victims of forced population transfers."
102. ↑  Anh Do and Hieu Tran Phan, Camp Z30-D: The Survivors （页面存档备份，存于）, Orange County Register, 29 April 2001.
103. ↑  Morris, Stephen J. Glastnost and the Gulag: The Numbers Game （页面存档备份，存于）, Vietnam Commentary, May–June 1988.
104. ↑  Human Events, 27 August 1977.
105. ↑  Al Santoli, ed., To Bear Any Burden (Indiana University Press, 1999), pp272, 292–3.
106. ↑  See also Nghia M. Vo, The Bamboo Gulag: Political Imprisonment in Communist Vietnam (McFarland, 2004)
107. ↑  Rummel, Rudolph, Statistics of Vietnamese Democide （页面存档备份，存于）, in his Statistics of Democide, 1997.
108. ↑  Associated Press, 23 June 1979, San Diego Union, 20 July 1986. See generally Nghia M. Vo, The Vietnamese Boat People (2006), 1954 and 1975–1992, McFarland.